# Wrexham A.F.C.
Câu lạc bộ bóng đá Wrexham là một câu lạc bộ bóng đá chuyên nghiệp có trụ sở ở Wrexham, Wales. Thành lập năm 1864, đây là câu lạc bộ lâu đời nhất ở Wales và câu lạc bộ bóng đá chuyên nghiệp lâu đời thứ ba trên thế giới. Đội bóng đang thi đấu ở EFL League One, hạng đấu thứ ba trong Hệ thống các giải bóng đá Anh.
Đội tuyển của xứ Wales ban đầu tham gia các trận giao hữu và các giải cúp và lần đầu tiên tham gia một giải vô địch bằng cách gia nhập The Combination vào năm 1890. Đội đã trải qua 13 mùa giải trong Combination và hai mùa giải trong Welsh Senior League, giành bốn chức vô địch Combination và hai chức vô địch Welsh Senior League. Đội bóng gia nhập Birmingham & District League năm 1905, thi đấu cho đến khi trở thành thành viên sáng lập Third Division North của Football League năm 1921. Đội bóng thi đấu ở khu vực phía Bắc trong 37 năm cho đến khi hạng đấu được tái cơ cấu lại thành Third Division năm 1958 và đội xuống hạng hai năm sau đó. Wrexham được thăng hạng khỏi Fourth Division mùa giải 1961–62, và xuống hạng trở lại hai năm sau đó. Đến mùa giải 1969–70, đội thăng hạng trở lại và có lần đầu thi đấu tại Second Division khi vô địch Third Division mùa giải 1977–78. Hai lần xuống hạng liên tiếp chứng kiến đội bóng thi đấu ở hạng bốn năm 1983, và không thể thăng hạng cho đến mùa giải 1992–93. Sau khi xuống hạng một lần nữa năm 2002, đội ngay lập tức giành quyền thăng hạng ở mùa giải 2002–03, trước khi các vấn đề tài chính trở nên tồi tệ hơn dẫn đến một lần xuống hạng khác và sau đó là tuyên bố phá sản vào tháng 12 năm 2004. Phải mất 18 tháng để câu lạc bộ thoát khỏi phá sản và sự suy giảm của câu lạc bộ trên sân cỏ lại tiếp tục, khi câu lạc bộ bị loại khỏi Football League vào năm 2008. Wrexham sau đó đã có năm mùa giải đá play-off không thành công ở hạng đấu thứ năm của hệ thống giải bóng đá Anh, và thăng hạng trở lại khi vô địch National League 2022–23 để trở lại EFL League Two. Vào ngày 13 tháng 3 năm 2024, câu lạc bộ tiếp tục thăng hạng thứ hai liên tiếp lên EFL League One.
Những danh hiệu của Wrexham bao gồm kỷ lục 23 lần vô địch Cúp bóng đá Wales, vô địch Football League Trophy năm 2005 tại Sân vận động Thiên niên kỷ và vô địch FA Trophy năm 2013 tại Sân vận động Wembley. Câu lạc bộ cũng có kỷ lục vô địch của giải chỉ tồn tại trong thời gian ngắn FAW Premier Cup, vô địch năm lần trong số 11 năm tồn tại, tham gia với các câu lạc bộ xứ Wales khác như Cardiff City, Swansea City và Newport County. Tuy nhiên, kình địch lớn nhất của đội bóng lại là các đội bóng ở Anh gồm Chester, Shrewsbury Town, và Tranmere Rovers, với các trận đấu giữa các câu lạc bộ được gọi là derby xuyên biên giới. Năm 1992, Wrexham tạo cú sốc khi đánh bại đương kim vô địch Arsenal tại Cúp FA. Đội bóng có chiến thắng 1–0 trước FC Porto năm 1984 ở European Cup Winners' Cup. Wrexham đủ điều kiện tham dự European Cup Winners' Cup do vô địch Cúp bóng đá Wales; trận đấu đầu tiên của đội ở châu Âu là với FC Zürich của Thụy Sĩ vào năm 1972 và trận đấu cuối cùng diễn ra tại Romania với Petrolul Ploiești vào năm 1995. Sân vận động nhà của Wrexham, Racecourse Ground, là sân vận động quốc tế lâu đời nhất thế giới vẫn tiếp tục tổ chức các trận đấu quốc tế. Kỷ lục về số lượng khán giả đến sân được thiết lập vào năm 1957 khi câu lạc bộ tổ chức một trận đấu với Manchester United trước 34.445 khán giả.
Việc mua lại câu lạc bộ vào năm 2020 của nam diễn viên người Canada Ryan Reynolds và nam diễn viên người Mỹ Rob McElhenney cùng với sự quảng cáo đi kèm từ loạt phim tài liệu Welcome to Wrexham đã tác động đáng kể đến khả năng hiển thị của câu lạc bộ, dẫn đến việc câu lạc bộ có được lượng người hâm mộ toàn cầu mới chưa từng có đối với một đội bóng khi đó đang ở giải hạng năm.

## Lịch sử

### 1864–1905: Một câu lạc bộ của những người tiên phong

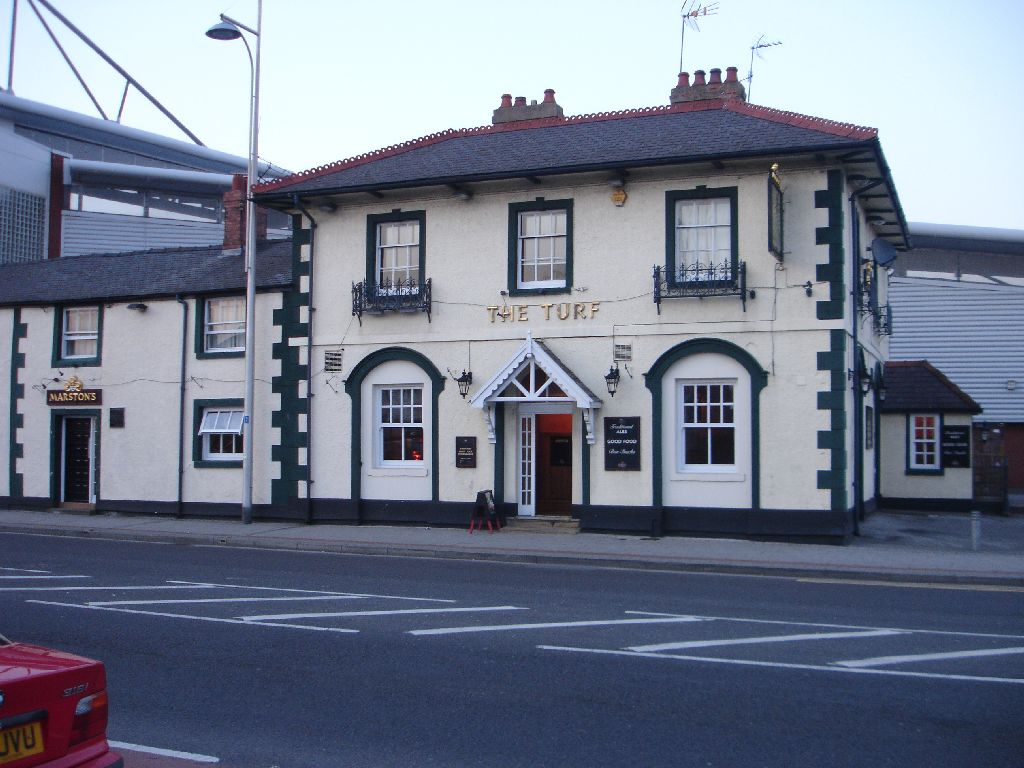
Khách sạn Turf, nơi câu lạc bộ được thành lập năm 1864

Câu lạc bộ được thành lập vào tháng 10 năm 1864 bởi các thành viên của Câu lạc bộ Cricket Wrexham, những người muốn có một hoạt động thể thao trong những tháng mùa đông. Vì vậy đội bóng (sau Sheffield, Cray, Hallam và Notts County) trở thành đội bóng bầu dục lâu đời thứ năm, câu lạc bộ chuyên nghiệp lâu đời thứ ba và lâu đời nhất ở xứ Wales. Trận đấu đầu tiên diễn ra vào ngày 22 tháng 10 năm 1864 tại Sân vận động Denbighshire County Cricket Ground (The Racecourse) với Prince of Wales Fire Brigade.
Vì luật bóng đá vẫn còn khá lỏng lẻo vào thời điểm đó, các trận đấu đầu tiên có sự góp mặt của các đội có tới 17 cầu thủ ở mỗi bên (16 cầu thủ khi chơi với Văn phòng Bảo hiểm Tỉnh và Đại học Chester, 15 cầu thủ đấu với Đội Cứu hỏa Tình nguyện). Trong những năm đầu này, Wrexham là những người dẫn đầu chiến dịch hạn chế các đội chỉ có 11 cầu thủ trên sân tại bất kỳ thời điểm nào. Năm 1876, Liên đoàn bóng đá Wales mới được thành lập chứng kiến Wales thi đấu trận bóng đá quốc tế đầu tiên, trước Scotland tại The West of Scotland Cricket Club, Partick, với sự góp măt của Edwin Cross và Alfred Davies là các cầu thủ đầu tiên trong nhiều cầu thủ của Wrexham F.C. thi đấu cho đội tuyển quốc gia Wales.

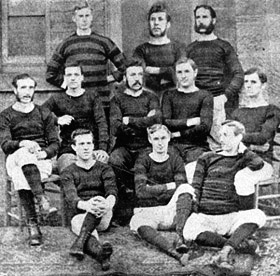
Các thành viên đội Wrexham vô địch Cúp bóng đá Wales năm 1878

Vào mùa giải 1877–78, FAW khởi tranh Cúp bóng đá Wales, tương tự với Cúp FA ở Anh. Trận chung kết cúp bóng đá Wales đầu tiên diễn ra tại Acton Park. Wrexham đã vào đến trận chung kết của giải đấu đầu tiên, đánh bại Druids F.C. với tỷ số 1–0, với pha lập công của James Davies. Do thiếu kinh phí vì FAW mới thành lập, Wrexham không nhận được cúp cho đến năm sau. Trong thập kỷ đầu tiên của mình, Wrexham chủ yếu chơi các trận giao hữu với cả đối thủ xứ Wales và Anh, với Cúp bóng đá Wales là nơi diễn ra hầu hết các trận thi đấu của đội, và Wrexham lại giành chức vô địch vào năm 1883.
Năm 1883 cũng chứng kiến lần đầu tiên Wrexham xuất hiện tại Cúp FA, khi sau khi được miễn vào vòng hai của giải đấu, đội đã bị đánh bại 3–4 trên sân nhà trước Oswestry. Rắc rối của đám đông tại trận đấu đã khiến câu lạc bộ bị trục xuất khỏi Football Association, dẫn đến việc câu lạc bộ được cải tổ vào năm 1884 với tên gọi Wrexham Olympic. Tên gọi Olympic đã bị bỏ đi vào năm 1888. Nhờ tranh chấp với địa chủ, những người đã tăng tiền thuê Racecourse Ground lên 10 bảng Anh một năm, Wrexham đã chơi các trận đấu trên sân nhà trong các mùa giải 1881–82 và 1882–83 tại Rhosddu Recreation Ground (đổi tên câu lạc bộ thành Wrexham Athletic trong một mùa giải), trước khi chuyển về Racecourse Ground trong mùa giải 1883–84, nơi mà câu lạc bộ đã chơi các trận đấu trên sân nhà kể từ đó.
Năm 1890, Wrexham tham gia giải đấu The Combination, chơi trận đầu tiên với Gorton Villa vào ngày 6 tháng 9 năm 1890, với Arthur Lea ghi bàn thắng duy nhất cho Wrexham trong trận thua 5–1. Lea đã chơi cho câu lạc bộ mặc dù chỉ có một cánh tay giống như người đồng nghiệp James Roberts. Wrexham kết thúc mùa giải ở vị trí thứ hai từ dưới lên ở vị trí thứ tám trong mùa giải đầu tiên. Wrexham đã chơi ở giải Combination trong bốn năm trước khi chi phí tăng nhanh khiến câu lạc bộ phải gia nhập giải Welsh Senior League vào mùa giải 1894–95. Wrexham đã vô địch giải Welsh League trong cả hai năm tham gia, nhưng sau đó lại quyết định quay trở lại giải Combination League vào năm 1896, vì mặc dù nhận được ít sự hỗ trợ hơn, nhưng số tiền tiết kiệm được từ chi phí đi lại đã bù đắp cho khoản giảm doanh thu từ tiền bán vé.

### 1905–1968: Gia nhập Football League

Vị trí bảng xếp hạng hàng năm của Wrexham trong hệ thống giải bóng đá Anh

Câu lạc bộ vẫn ở lại Combination League cho đến năm 1905, vào thời điểm đó đội đã nỗ lực để có bốn lần giành chức vô địch. Sau nhiều lần cố gắng không thành công, Wrexham cuối cùng đã được bầu chọn vào Birmingham and District League kịp thời cho đầu mùa giải 1905–06. Trận đấu đầu tiên của Wrexham trong giải đấu này là trên sân nhà với Kidderminster Harriers F.C. tại Racecourse, và hai nghìn khán giả đã chứng kiến Wrexham giành chiến thắng với tỷ số 2–1. Wrexham đứng thứ sáu trong mùa giải đầu tiên tại giải đấu này. Trong thời gian ở Birmingham and District League, Wrexham đã giành chức vô địch Cúp bóng đá Wales sáu lần, vào các năm 1908–09, 1909–10, 1910–11, 1913–14, 1914–15 và 1920–21. Đội cũng lọt vào Vòng Một của Cúp FA lần thứ hai trong mùa giải 1908–09 trước khi thua trận đá lại 1–2 trước Exeter City sau hiệp phụ.
Năm 1921, Wrexham được bầu vào hạng Third Division North mới thành lập của Football League. Trận đấu đầu tiên tại Giải đấu là với Hartlepools United tại Racecourse trước 8.000 khán giả. Thi đấu trong màu áo xanh, Wrexham đã bị đánh bại 0–2. Một tuần sau thất bại này, Wrexham đã đi về phía bắc để đấu với Hartlepools và đã trả thù thành công bằng cách đánh bại với tỷ số 1–0 trong một chiến thắng khó khăn. Vào mùa giải đặc biệt này, Wrexham đã đạt được nhiều "lần đầu tiên" trong lịch sử câu lạc bộ, chẳng hạn như khi Ted Regan đã ghi hat-trick đầu tiên cho câu lạc bộ tại Football League và Brian Simpson cũng trở thành cầu thủ Wrexham đầu tiên bị đuổi khỏi sân trong một trận đấu Football League, khi gặp Southport vào tháng 1 năm 1922. Charlie Hewitt là huấn luyện viên đầu tiên của câu lạc bộ trong giai đoạn này.
Vào mùa giải 1926–27, câu lạc bộ đã vượt qua Vòng Một của Cúp FA nhưng lại bị loại bởi Rhyl F.C. Mùa giải tiếp theo, Wrexham đã chiến đấu để vào Vòng Bốn trước khi để thua 0–1 trước Birmingham City F.C. Kỷ lục 32 bàn thắng tại giải đấu của Albert Mays đã giúp Wrexham giành được vị trí thứ ba trong giải đấu vào mùa giải 1928–29. Vào cuối mùa giải đó, Tommy Bamford đã có lần ra sân đầu tiên cho câu lạc bộ. Ông đã ghi được 201 bàn thắng tại giải vô địch và giải cúp cho câu lạc bộ trong thời gian ở Racecourse. Trong mùa giải 1929–30, câu lạc bộ đã ghi nhận chiến thắng đậm nhất tại giải vô địch từ trước đến nay khi họ đánh bại Rochdale với tỷ số 8–0. Wrexham đã có mùa giải tốt nhất từ trước đến nay tại Third Division North vào năm 1932–33, khi về nhì sau Hull City và giành chiến thắng 18 trong số 21 trận sân nhà trong suốt mùa giải. Đây là mùa giải đầu tiên câu lạc bộ xuất hiện trong bộ trang phục màu đỏ và trắng quen thuộc của mình lần đầu tiên trong mùa giải 1939–40 ngắn ngủi.
Trong những năm Thế chiến thứ hai, khi những chuyến đi dài xuyên quốc gia là điều không thể bởi vì chiến tranh, Wrexham đã chơi ở Regional League West với các đội địa phương từ Merseyside và Manchester, trong số những đội khác ở vùng tây bắc. Vị trí của Wrexham là một thị trấn doanh trại có nghĩa là đội có thể đảm bảo được sự phục vụ của nhiều cầu thủ khách mời nổi tiếng như Stanley Matthews, Stan Cullis và những người khác. Trong mùa giải đầu tiên sau chiến tranh, Wrexham đã cân bằng vị trí tốt nhất từ trước đến nay của mình khi một lần nữa đứng thứ ba ở Third Division North. Vào mùa hè năm 1949, câu lạc bộ đã có chuyến du đấu nước ngoài đầu tiên khi chơi ba trận với quân đội Anh tại Đức. Câu lạc bộ đã lọt vào Vòng Bốn của Cúp FA năm 1956–57, chạm trán với Manchester United của Busby Babes trước đám đông 34.445 người tại Racecourse, đây vẫn là kỷ lục của câu lạc bộ. Thất bại 5–0 không làm hỏng dịp này đối với đám đông lớn của sân nhà, và sau đó trong mùa giải đó, Wrexham đã giành được Cúp bóng đá Wales lần đầu tiên sau 26 năm.
Năm 1960 chứng kiến câu lạc bộ xuống hạng thấp hơn lần đầu tiên trong lịch sử của đội, và đã xuống Hạng Fourth Division mới thành lập. Nhưng thành tích của đội đã được cải thiện sau khi bổ nhiệm Ken Barnes làm cầu thủ kiêm huấn luyện viên. Ông đã dẫn dắt Wrexham thăng hạng lên hạng ba trong mùa giải đầu tiên phụ trách và có chiến thắng 10–1 trước Hartlepool United, đây vẫn là chiến thắng kỷ lục của câu lạc bộ tại giải đấu. Hai năm sau khi thăng hạng, Wrexham lại xuống Hạng Fourth Division, và vào năm 1966, đội đã kết thúc ở vị trí cuối bảng ở vị trí thứ 92 tại Football League sau một mùa giải cực kỳ đáng thất vọng.

### 1968–1982: Những năm tháng huy hoàng
John Neal được bổ nhiệm làm huấn luyện viên của Wrexham vào năm 1968, kế nhiệm Alvan Williams, người đã đưa Neal đến câu lạc bộ với tư cách là trợ lý của mình. Ông đã dẫn dắt câu lạc bộ giành vị trí thứ 9 vào năm 1969, trước khi dẫn dắt Wrexham thăng hạng Football League lần thứ hai vào năm 1970 với vị trí thứ hai và thăng hạng lên Third Division. Với các câu lạc bộ Wales hiện có thể đủ điều kiện tham dự European Cup Winners' Cup bằng cách vô địch Cúp bóng đá Wales, Wrexham đã chơi trận đấu đầu tiên tại đấu trường châu Âu với câu lạc bộ FC Zurich tại Thụy Sĩ vào ngày 13 tháng 9 năm 1972, trận đấu kết thúc với tỷ số 1–1. Ở trận lượt về, Wrexham giành chiến thắng 2–1, tiến vào vòng hai với chiến thắng chung cuộc 3–2. Vòng thứ hai đã đưa Wrexham vào cuộc đối đầu với đội bóng Nam Tư Hajduk Split. Trong suốt hai trận đấu, tỷ số chung cuộc là 3–3 khi Wrexham cân bằng tỷ số với đối thủ lừng lẫy hơn so với mình, nhưng đã bị loại do luật bàn thắng sân khách.
Mùa giải 1972–73 chứng kiến sự hoàn thành của khán đài Yale mới, với sức chứa lên tới 5.500 người. Bao gồm cả sân thượng giúp tạo nên tầng dưới cùng của khán đài. Mùa giải 1973–74 chứng kiến Wrexham thay đổi biểu trưng từ đỉnh Maelor thành một huy hiệu hoàn toàn mới giống với nguồn gốc xứ Wales của câu lạc bộ hơn nhiều, với ba chiếc lông vũ trên đỉnh huy hiệu và hai con rồng, một ở mỗi bên huy hiệu và hướng vào trong. Đây vẫn là huy hiệu của đội bóng ngày nay. Mùa giải này cũng chứng kiến Wrexham lọt vào tứ kết Cúp FA trong một mùa giải khác. Sau những chiến thắng trước Shrewsbury Town, Rotherham United, Middlesbrough, Crystal Palace và Southampton, chiến dịch kết thúc với thất bại trước đội bóng First Division Burnley tại Turf Moor, với 15.000 cổ động viên Wrexham có mặt để chứng kiến trận đấu. Cũng trong mùa giải đó, Wrexham đã bỏ lỡ cơ hội thăng hạng khi kết thúc mùa giải ở vị trí thứ 4.

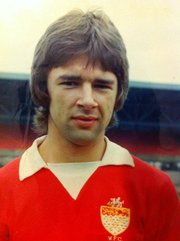
Hậu vệ Alan Hill thi đấu hơn 250 trận cho từ năm 1973 đến năm 1983.

Mùa giải 1975–76 chứng kiến các ngôi sao trẻ của John Neal do Eddie May làm đội trưởng, một lần nữa gây chấn động thế giới bóng đá khi lọt vào tứ kết European Cup Winners' Cup sau một chiến dịch cúp huy hoàng khác và đánh bại một số đối thủ chất lượng hơn. Ở vòng đầu tiên, Wrexham đã đánh bại đội Thụy Điển Djurgårdens IF với tỷ số 3–2 sau hai lượt trận. Sau đó, họ đã đánh bại đội Ba Lan Stal Rzeszow với tỷ số 3–1 sau hai lượt trận. Wrexham đã đấu với nhà vô địch Bỉ Anderlecht ở tứ kết và để thua sít sao 2–1 trước đội sau đó đã đăng quang chức vô địch.Bản mẫu:Cần trích dẫn Mùa giải 1976–77 chứng kiến Wrexham một lần nữa đánh bại đối thủ ở First Division ở cả hai giải đấu Cúp khi tiếp tục một chiến dịch cúp khác, đánh bại Tottenham Hotspur ở Cúp Liên đoàn và Sunderland ở Cúp FA. Tuy nhiên, đây là một mùa giải bi thảm khi câu lạc bộ, đang trên bờ vực thăng hạng lên Second Division khi chỉ còn bốn trận đấu nữa là kết thúc, chỉ cần ba điểm để đạt được mục tiêu của mình, đã bỏ lỡ sau một chuỗi trận kém cỏi.
Arfon Griffiths đảm nhiệm vai trò cầu thủ kiêm huấn luyện viên cho mùa giải 1977–78. Đội đã lọt vào cả tứ kết League và Cúp FA trong mùa giải đó, và Wrexham cuối cùng đã giành quyền thăng hạng lên Second Division khi đánh bại Rotherham United với tỷ số 7–1 tại một sân vận động Racecourse chật kín khán giả, Wrexham đã giành chức vô địch Third Division trong năm đó. Trong mùa giải 1978–79, Wrexham đã lọt vào vòng Bốn của FA Cup, nơi đội để thua Tottenham Hotspur 3–2 trong trận đá lại sau khi trận đầu tiên kết thúc với tỷ số 3–3. Đội Spurs có những ngôi sao trong đội hình như Ossie Ardiles, Ricky Villa và Glenn Hoddle, và Wrexham đã bị đánh bại và bị loại. Sau khi Arfon Griffiths từ chức huấn luyện viên vào năm 1981, trợ lý của ông là Mel Sutton đã được giao phụ trách, với chiến thắng ở vòng Ba Cúp FA trước Nottingham Forest của Brian Clough trong một trận đấu cúp khác được xem là đỉnh cao của mùa giải.

### 1982–1991: Sự sa sút
Mùa hè năm 1982 chứng kiến Bobby Roberts được bổ nhiệm làm huấn luyện viên mới của câu lạc bộ. Việc xuống hạng có nghĩa là câu lạc bộ gặp vấn đề tài chính nghiêm trọng, dẫn đến việc phải bán đi nhiều cầu thủ giàu kinh nghiệm và tài năng của câu lạc bộ. Frank Carrodus, Ian Edwards, Mick Vinter và Wayne Cegieski đã rời đi trong mùa hè, Steve Fox, Joey Jones, Dixie McNeil và Billy Ronson cũng sớm rời đi. Wrexham một lần nữa xuống hạng Fourth Division sau khi tụt dốc không phanh từ vị trí an toàn giữa bảng xếp hạng. Câu lạc bộ tiếp tục trượt dốc vào mùa giải tiếp theo và chỉ có hiệu số bàn thắng bại mới tránh cho Wrexham buộc phải nộp đơn xin tái tranh cử vào Football League.
Mùa giải 1984–85 chứng kiến Wrexham đối đầu với FC Porto ở đấu trường châu Âu. Wrexham giành chiến thắng 1–0 trên sân nhà, nhưng ở lượt về, Porto đã thể hiện đẳng cấp của mình và dẫn trước 3–0 sau 38 phút. Tuy nhiên, Wrexham đã ghi lại bàn thắng và trận đấu kết thúc với tỷ số 4–3, nâng tổng tỷ số lên 4–4 với Wrexham đi tiếp nhờ luật bàn thắng sân khách. Trong lễ bốc thăm vòng hai, Wrexham đối đầu với câu lạc bộ Ý AS Roma, do Sven-Göran Eriksson dẫn dắt. Wrexham thua 3–0 trên tổng tỷ số sau hai lượt trận. Thành tích của đội tại giải thậm chí còn tệ hơn năm trước và vào thời điểm Bobby Roberts cuối cùng bị cách chức, Wrexham đã đứng cuối bảng xếp hạng của toàn bộ Football League.
Cựu cầu thủ được yêu thích của Racecourse Dixie McNeil được bổ nhiệm làm huấn luyện viên tạm quyền, và ngay lập tức truyền cảm hứng cho sự hồi sinh khi chứng kiến Wrexham giành chiến thắng 7 trong số 10 trận đấu cuối cùng và dễ dàng về đích mà không phải nộp đơn xin tái tranh cử, điều này đã giúp ông có được công việc chính thức vào mùa hè năm đó. Mùa giải đầu tiên ông phụ trách đã chứng kiến đội kết thúc ở vị trí giữa bảng trong một mùa giải trung bình, ông đã dẫn dắt đội giành chiến thắng trong trận chung kết Cúp bóng đá Wales trước Kidderminster Harriers. Năm 1986 chứng kiến Wrexham trở lại bóng đá châu Âu với trận hòa ở vòng Một với đội bóng Malta FC Zurrieq, đánh bại với tỷ số 7–0 sau hai lượt trận để giành quyền vào vòng Hai với Real Zaragoza. Đội đã hòa 2–2 sau hai lượt trận nhưng bị loại vì luật bàn thắng trên sân khách.Bản mẫu:Cần trích dẫn
Sau vụ hỏa hoạn sân vận động Bradford City vào tháng 5 năm 1985, luật về an toàn mặt sân tại tất cả các sân bóng đá đã có hiệu lực. Điều này cuối cùng dẫn đến việc đóng cửa khán đài Mold Road vì không đạt được các tiêu chuẩn an toàn cần thiết. Dưới sự dẫn dắt của Dixie McNeil, Wrexham đã lọt vào vòng play-off Fourth Division năm 1989, sau khi kết thúc ở vị trí thứ bảy trong giải đấu. Wrexham đã đánh bại Scunthorpe United ở bán kết với tỷ số chung cuộc 5–1, nhưng để thua sít sao trước Leyton Orient với tỷ số 2–1 trong trận chung kết. Sau khi Wrexham bắt đầu mùa giải tiếp theo với chỉ 3 chiến thắng sau 13 trận đấu tại giải đấu, Dixie McNeil đã từ chức trước khi việc bị sa thải là không thể tránh khỏi. 
Ông ban đầu được tạm thời thay thế bởi Brian Flynn, nhưng việc bổ nhiệm ông đã trở thành chính thức một tháng sau đó. Tuy nhiên, câu lạc bộ vẫn tiếp tục gặp khó khăn trong nước và Flynn buộc phải thực hiện ba bản hợp đồng quan trọng là Mark Sertori, Eddie Youds và Alan Kennedy giúp đội kết thúc ở vị trí thứ hai mươi mốt, do đó tránh được việc xuống hạng. Vào đầu mùa giải 1990–91, ban tổ chức thông báo sẽ không có sự xuống hạng nào đối với Conference Premier vì một đội đã tự nguyện rời khỏi giải đấu. Mùa giải đó, Wrexham kết thúc ở vị trí thứ chín mươi hai. Wrexham đã bị loại khỏi European Cup Winners' Cup ở vòng Hai trước Manchester United với tỷ số chung cuộc 5–0, đội sau đó cuối cùng đã giành được cúp.

### 1991–2001: Kẻ hủy diệt những người khổng lồ
Mùa giải 1991–92 chứng kiến Wrexham vẫn trong tình trạng tài chính kém, khi phải tiếp tục vật lộn trên sân cỏ. Với việc câu lạc bộ bị loại khỏi League Cup và vật lộn ở giải đấu, đội phải nhờ đến Cúp FA để giữ cho mùa giải tiếp tục. Sau khi đánh bại Telford United và Winsford United, đội đã được đưa vào trận đấu với đương kim vô địch First Division mùa giải trước Arsenal. Wrexham đã tạo nên một trong những đêm đáng nhớ nhất của mình khi đánh bại Gunners 2–1 sau khi bị dẫn trước, với cú sút phạt của Mickey Thomas và bàn thắng của  Steve Watkin. Đội sau đó thất bại ở vòng tiếp theo trước West Ham United với thất bại 1–0 trong trận đá lại  after the first game had finished 2–2.
Trong nỗ lực thay đổi vận mệnh của câu lạc bộ sau nhiều mùa giải ảm đạm ở cuối bảng xếp hạng, mùa giải 1992–93 chứng kiến huấn luyện viên Brian Flynn của Wrexham thực hiện một bản hợp đồng khôn ngoan khi ông chiêu mộ Gary Bennett, người đã nhanh chóng ổn định và giúp Wrexham tham gia cuộc đua thăng hạng. Mùa giải của Wrexham lên đến đỉnh điểm vào ngày 27 tháng 4 năm 1993 khi chỉ còn hai trận đấu nữa là đội phải đến Northampton Town với mục tiêu phải giành chiến thắng để thăng hạng lên hạng đấu cao hơn của bóng đá Anh. Trận đấu kết thúc với chiến thắng 2–0 cho Wrexham và 5.500 cổ động viên "Reds" đến sân đã vô cùng vui mừng khi cuối cùng đội đã giành được quyền thăng hạng. Mùa giải 1994–95 chứng kiến Wrexham đạt được nhiều thành công hơn ở các giải đấu cúp, lần này là tham gia tranh tài tại Cúp FA. Sau khi đánh bại Stockport County và Rotherham United, đội đối mặt với đội bóng Ngoại hạng Anh Ipswich Town tại Racecourse, và Wrexham giành chiến thắng 2–1 nhờ các bàn thắng của Gary Bennett và Kieron Durkan. Ở vòng tiếp theo, Wrexham đã phải làm khách trước Manchester United và mặc dù bị dẫn trước tại Old Trafford, United vẫn giành chiến thắng 5–2.
Mùa giải 1995–96 một lần nữa chứng kiến Wrexham tham gia đấu trường châu Âu, lần này đối thủ của đội đến từ Rômania Petrolul Ploiești; trận lượt đi trên sân nhà kết thúc với tỷ số hòa 0–0 nhưng Wrexham đã thua 1–0 ở trận lượt đi, khi đội bóng Rômania ghi bàn thắng duy nhất của trận đấu, và Wrexham sau đó đã bị loại khỏi giải. Mùa giải 1996–97 chứng kiến Wrexham khởi đầu một hành trình mạnh mẽ khác tại Cúp FA và đánh bại nhiều đối thủ ở hạng đấu cao hơn. Sau những chiến thắng tại Colwyn Bay và Scunthorpe United, đội đã được bốc thăm để chơi với West Ham United trên sân nhà, trận đấu kết thúc với tỷ số hòa 1–1 trên một sân phủ đầy tuyết. Trận đấu lại tại Upton Park đã kết thúc với chiến thắng bất ngờ 1–0 trước Wrexham khi Kevin Russell ghi bàn ở những phút cuối cùng để đưa Wrexham vào vòng Bốn. Sau khi tiếp tục đánh bại Peterborough United và Birmingham City ở các vòng tiếp theo, đội thi đấu với Chesterfield trong trận tứ kết toàn Second Division, Wrexham thua sát nút 1–0 trước The Spireites.
Tháng 6 năm 1997 là ngày khánh thành chính thức Colliers Park, sân tập mới của Wrexham và nằm ngay bên ngoài Gresford trên Chester Road. Sân được xây dựng với chi phí 750.000 bảng Anh và được coi là một trong những sân tập tốt nhất bên ngoài hạng đấu cao nhất. Sân đã được nhiều đội khách sử dụng để tập luyện, chơi ở trình độ cao hơn trong nhiều năm, chẳng hạn như Barcelona. Mùa giải 1999–2000 chứng kiến Wrexham một lần nữa đánh bại một đội bóng hàng đầu tại Cúp FA, lần này là Middlesbrough. Tỷ số chung cuộc của trận đấu là 2–1, với các bàn thắng trong hiệp hai đến từ Robin Gibson và Darren Ferguson sau khi bị đội bóng Ngoại hạng Anh dẫn trước. Wrexham đã giành chức vô địch FAW Premier Cup vào tháng 5 năm 2001.

### 2001–2008: Phá sản và trượt dài xuống bóng đá non-League

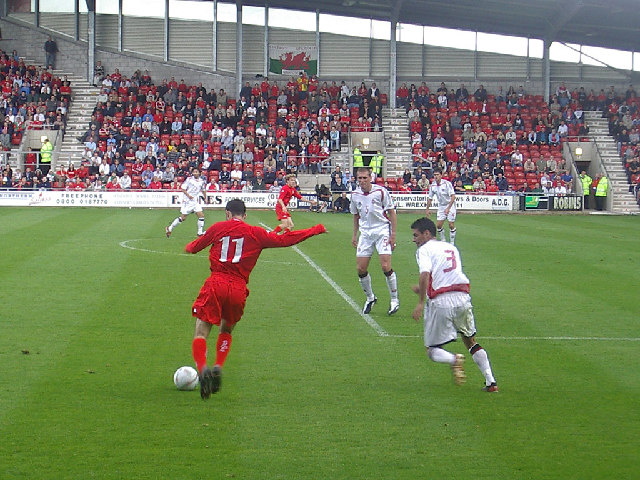
Trận đấu tại Racecourse năm 2004

Vào đầu thế kỷ 21, câu lạc bộ gặp phải nhiều vấn đề ngoài sân cỏ, bao gồm cả việc chủ tịch Alex Hamilton khi đó cố gắng đuổi câu lạc bộ khỏi sân vận động để ông có thể sử dụng và bán nó cho mục đích phát triển của riêng mình - câu chuyện liên quan đến việc bán Racecourse Ground cho một công ty riêng do Hamilton sở hữu ngay sau khi ông trở thành chủ tịch câu lạc bộ.. Câu lạc bộ được đưa vào FIFA Football 2004 lần đầu tiên và vẫn có thể chơi cho đến FIFA 08. Vào mùa hè năm 2004, Hamilton đã thông báo cho câu lạc bộ có thời hạn một năm để rời khỏi sân vận động.
Người hâm mộ câu lạc bộ đã phát triển mối quan hệ thân thiết với người hâm mộ của câu lạc bộ bóng đá đồng hương Brighton & Hove Albion, những người đã thành công trong việc hạ bệ chủ tịch của họ và giữ quyền kiểm soát sân vận động sau khi ông bán sân để phát triển trong hoàn cảnh gần như tương tự. Vào ngày 3 tháng 12 năm 2004, câu lạc bộ đã bị Tòa án tối cao ở Manchester đưa vào diện quản lý tài chính vì câu lạc bộ nợ 2.600.000 bảng Anh, bao gồm 800.000 bảng Anh nợ Cục thuế Inland Revenue tiền thuế chưa nộp. Wrexham trở thành câu lạc bộ đầu tiên của Football League bị trừ mười điểm theo quy định mới vì bị đưa vào diện quản lý, khiến họ tụt hạng từ giữa bảng xếp hạng League One xuống khu vực xuống hạng sau khi bị trừ điểm, và sau đó Wrexham phải xuống hạng.

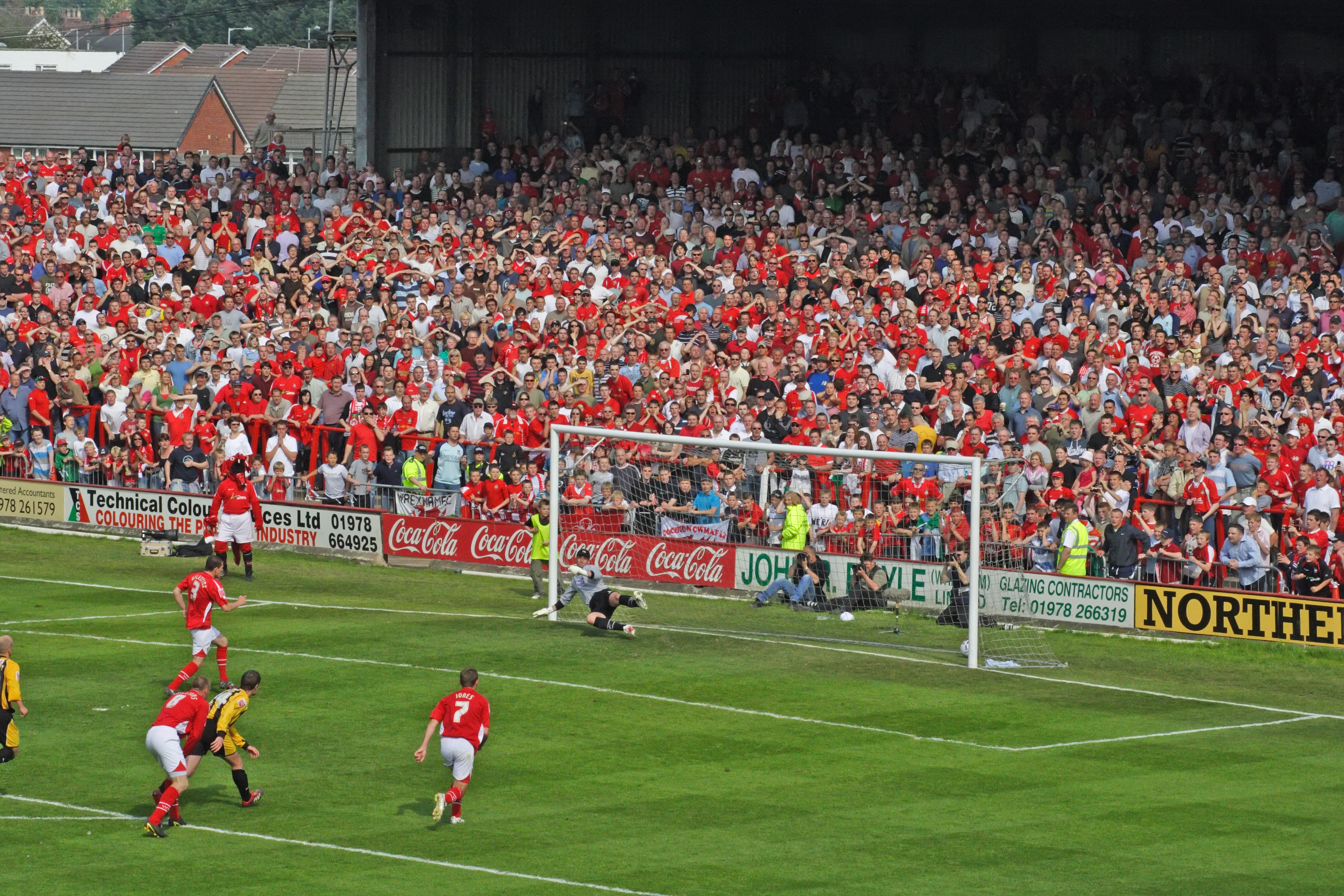
Ngày 5 tháng 5 năm 2007: Ryan Valentine ghi bàn thắng vào lưới Boston giúp Wrexham tiếp tục ở lại Football League

Bất chấp những khó khăn về tài chính, Wrexham vẫn tiếp tục giành được chức vô địch Football League Trophy 2004–05 bằng cách đánh bại Southend United với tỷ số 2–0 sau hiệp phụ, trong lần đầu tiên Wrexham xuất hiện tại Sân vận động Thiên niên kỷ tại Cardiff. The winning goals were scored by Juan Ugarte và Darren Ferguson as Wrexham ran out winners in front of nearly 20,000 Wrexham fans. Wrexham vẫn giữ được cơ hội thoát khỏi sự xuống hạng trong mùa giải 2004–05 sau chuỗi chiến thắng vào cuối mùa giải; tuy nhiên, hy vọng mong manh về việc trụ hạng đã kết thúc với trận thua 2–1 trên sân nhà trước Brentford vào ngày 3 tháng 5 năm 2005. Việc trừ 10 điểm đã chứng tỏ là yếu tố quyết định trong việc xác định số phận của Wrexham, khi câu lạc bộ về đích với 43 điểm so với Milton Keynes Dons F.C. Milton Keynes Dons xếp thứ 20 với 51 điểm - tổng số điểm ròng là 53 sau khi trừ điểm, điều này đã khiến họ phải xuống hạng.
Vào tháng 10 năm 2005, Tòa án tối cao Birmingham đã ra phán quyết rằng công ty CrucialMove của Alex Hamilton đã chiếm đoạt quyền sở hữu đất đai một cách bất hợp pháp và phán quyết này đã chống lại ông. Sau đó, Hamilton đã đưa vụ việc này lên Tòa Phúc thẩm ở London và tòa đã ra phán quyết vào ngày 14 tháng 3 năm 2006 rằng sân vận động phải nằm trong tay những người quản lý câu lạc bộ. Vào ngày 30 tháng 4 năm 2006, những người quản lý đã đạt được thỏa thuận với đại lý ô tô địa phương Neville Dickens, tùy thuộc vào sự đồng ý của các cổ đông và chủ nợ (đã đạt được vào ngày 30 tháng 5), để Dickens tiếp quản quyền kiểm soát câu lạc bộ và toàn bộ tài sản của câu lạc bộ. Nếu câu lạc bộ vẫn đang trong tình trạng quản lý cho đến ngày 3 tháng 6 thì Wrexham sẽ tự động bị trục xuất khỏi Football League vì tình hình tài chính của mình. Wrexham Football Club (2006) Ltd là tên của công ty "phoenix" đã tiếp quản tài sản của Wrexham Association Football Club Limited cũ – về mặt kỹ thuật, câu lạc bộ không còn được gọi là Wrexham Association Football Club nữa do Neville Dickens, Geoff Moss và các cộng sự của họ đã tiếp quản câu lạc bộ; điều này được phản ánh trên các mặt hàng mới, mặc dù hầu hết người hâm mộ vẫn sẽ gọi là "Wrexham AFC".

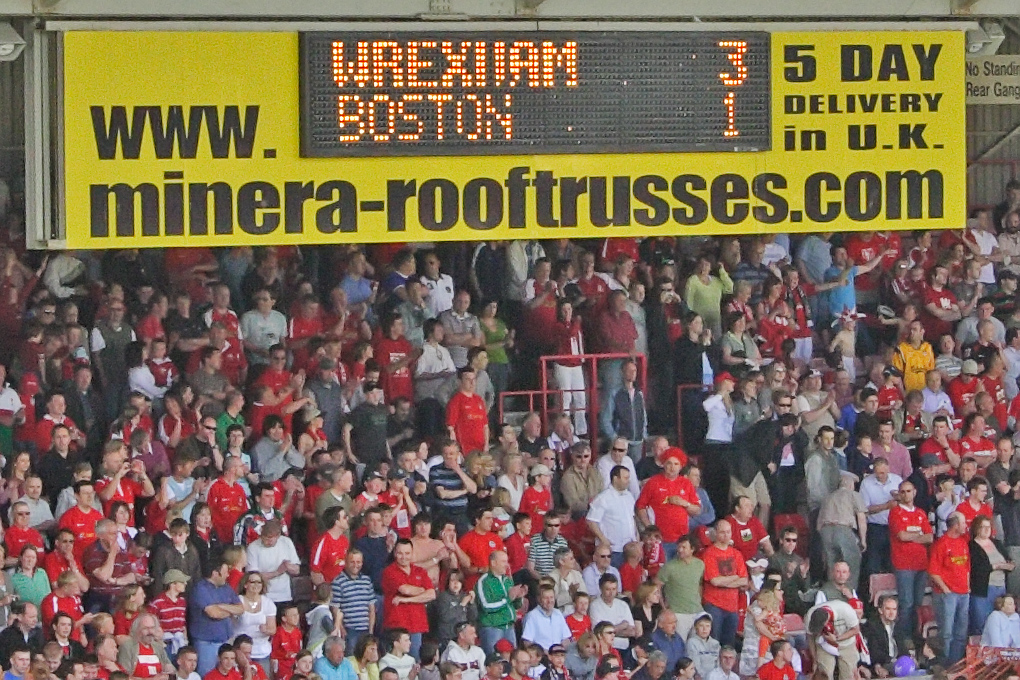
Ngày 5 tháng 5 năm 2007: Bảng điểm hiển thị tỷ số cuối cùng của trận đấu giúp Wrexham tiếp tục ở lại Football League và đẩy Boston United xuống Conference

Mùa giải 2006–07 khởi đầu tốt đẹp cho Wrexham khi đội bất bại 8 trận. Tuy nhiên, câu lạc bộ sau đó đã phải vật lộn với việc Denis Smith cuối cùng bị sa thải vào tháng 1 năm 2007 khi Wrexham ở nửa dưới của giải đấu và sau một chuỗi kết quả kém. Ông bị thay thế bởi Brian Carey. Wrexham về đích thứ 19 League Two với 51 điểm sau một chuỗi phong độ ấn tượng vào cuối mùa giúp đội giành chiến thắng ở 4 trong số 5 trận gần nhất, bao gồm cả việc đánh bại đối thủ địa phương Shrewsbury trong trận derby cuối cùng tại Gay Meadow. Vị thế của Wrexham tại giải đấu đã được cứu vớt tại vòng đấu cuối cùng của mùa giải với chiến thắng quan trọng 3–1 vào ngày 5 tháng 5 năm 2007 trước Boston United trên sân nhà, qua đó đưa đối thủ xuống Conference Premier và đảm bảo rằng Wrexham sẽ ở lại Football League.
Kỳ vọng rất cao cho mùa giải 2007–08 khi người hâm mộ mong đợi một cú hích thăng hạng. Tuy nhiên, mùa giải bắt đầu không tốt khi câu lạc bộ xếp thứ 24 vào tháng 11 năm 2007. Brian Carey cuối cùng đã bị sa thải, và vào ngày 15 tháng 11 năm 2007, Brian Little được bổ nhiệm làm huấn luyện viên mới của Wrexham và là người thay thế Carey, người đảm nhận vai trò trợ lý huấn luyện viên. Sau khởi đầu đầy hứa hẹn cho triều đại của mình, Wrexham đã trải qua chuỗi bảy trận thua liên tiếp tại giải đấu, khiến câu lạc bộ phải đưa về mười một cầu thủ mới trong kỳ chuyển nhượng tháng Giêng.. Wrexham đã trải qua sáu trận bất bại trước khi có phong độ kém cỏi khi để thua một số đối thủ cũng đang vật lộn. Wrexham cuối cùng đã phải xuống chơi tại non-League sau trận thua 2–0 trên sân khách trước Hereford United, chấm dứt 87 năm trụ lại Football League của câu lạc bộ.

### 2008–2020: Những năm tháng ở non-League
Mùa giải 2008–09 khởi đầu suôn sẻ với chiến thắng 5–0 trên sân nhà trước Stevenage Borough. Tuy nhiên, một loạt kết quả kém cỏi đã xảy ra, với việc Wrexham bị bỏ lại trong cuộc chiến giữa bảng xếp hạng, chỉ hơn nhóm xuống hạng bốn điểm và chỉ giữ sạch lưới hai lần trong cả mùa giải. Sau trận thua 3–0 trên sân nhà trước Rushden and Diamonds, và người hâm mộ kêu gọi sa thải ông, Little rời Wrexham theo sự đồng thuận chung của hai bên. Little was replaced by Dean Saunders. Wrexham's first full season in the Conference Premier ended in a disappointing 10th place. Mùa giải 2009–10 sau đó kết thúc theo cách tương tự với Wrexham ở vị trí thứ 11, kém xa tốc độ của cuộc cạnh tranh suất thăng hạng.

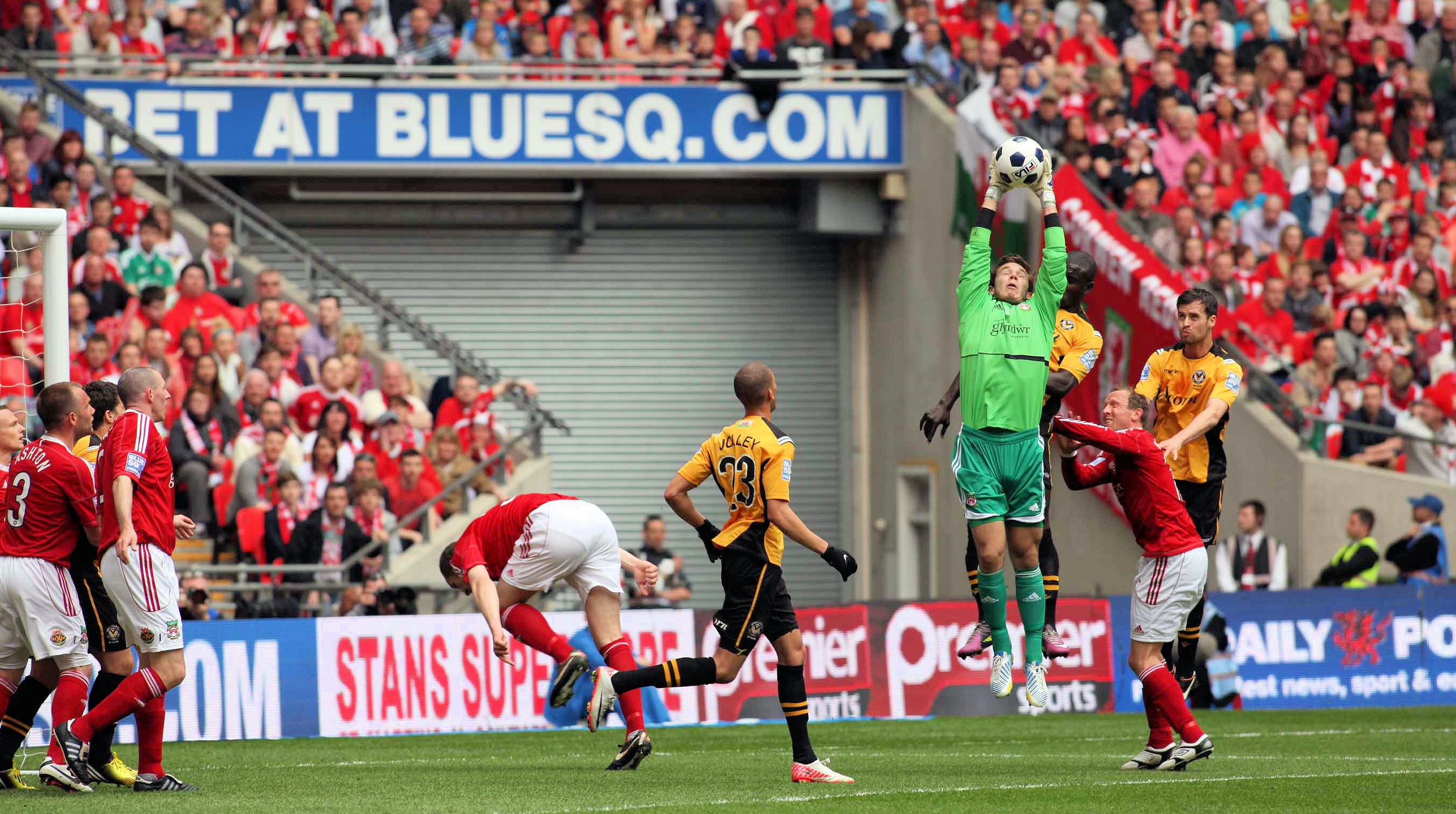
Wrexham tại Sân vận động Wembley năm 2013

Vào tháng 3 năm 2011, quyền sở hữu câu lạc bộ đã phải chịu sự đấu thầu của hai bên: một từ Wrexham Supporters' Trust và một từ nữ doanh nhân địa phương Stephanie Booth. Wrexham's MP and AM indicated that they would prefer Wrexham Supporters' Trust to secure the bid. Một lời đề nghị thứ ba sau đó đã được đưa ra, nhưng sau khi WST và Booth đạt được thỏa thuận, lời đề nghị đã được chấp nhận lại. Vào tháng 4 năm 2011, câu lạc bộ đã nhận được lệnh thanh lý từ HMRC, với hóa đơn thuế chưa thanh toán chỉ dưới 200.000 bảng Anh. Đội đã kết thúc mùa giải 2010–11 ở vị trí thứ 4, đủ điều kiện tham dự playoff, nhưng đã bị Luton Town đánh bại với tỷ số chung cuộc 5–1 ở bán kết.
Trong mùa giải 2011–12, Wrexham được mời trở lại Cúp bóng đá Wales sau 16 năm, tham gia ở Vòng Ba. Huấn luyện viên mới Andy Morrell dẫn dắt Wrexham đạt kỷ lục 98 điểm nhưng điều này không đủ để giành quyền thăng hạng tự động, vì đội kết thúc mùa giải chỉ kém Fleetwood Town 5 điểm, đội giành được vị trí tự động duy nhất. Wrexham lost in the play-offs to Luton Town again. Wrexham đã giành được vị trí trong cả chung kết FA Trophy và chung kết play-off Conference Premier, hai lần đầu tiên đội xuất hiện tại Sân vận động Wembley trong lịch sử 150 năm của câu lạc bộ cho đến nay, và chỉ trong vòng năm tuần. Trong trận chung kết FA Trophy, Wrexham đã giành chiến thắng trên chấm phạt đền sau khi hòa 1–1 với Grimsby Town. Chiến thắng 5–2 sau hai lượt trận trước Kidderminster Harriers trong trận bán kết play-off giúp Wrexham vào trận chung kết đối đầu với Newport County, trận chung kết play-off đầu tiên có sự góp mặt của hai đội bóng Wales; và Newport đánh bại Wrexham 2–0.
Vào tháng 6 năm 2013, các thành viên của Wrexham Supporters Trust đã bỏ phiếu về việc liệu họ có nên đổi tên câu lạc bộ trở lại thành Wrexham AFC hay không.. As a result, the name was changed.
Vào tháng 2 năm 2014, Andy Morrell đã từ chức huấn luyện viên. Billy Barr được bổ nhiệm làm quản lý tạm thời trước khi bị thay thế vài tuần sau đó bởi Kevin Wilkin. Wrexham về đích mùa giải 2013–14 ở vị trí thứ 17. Ở mùa giải 2018–19, Wrexham về đích thứ 4 nhưng thua trận tứ kết play-off trước Eastleigh. Ở mùa giải 2019–20, câu lạc bộ kết thúc ở vị trí thứ 19 về số điểm mỗi trận sau khi mùa giải kết thúc sớm do đại dịch COVID-19, vị trí thấp nhất trong lịch sử 150 năm của câu lạc bộ.

### 2020–nay: Chủ sở hữu mới, trở lại EFL
Vào tháng 11 năm 2020, nam diễn viên người Mỹ gốc Canada Ryan Reynolds và nam diễn viên người Mỹ Rob McElhenney, thông qua Công ty RR McReynolds LLC đã mua câu lạc bộ. Thỏa thuận này nhận được sự ủng hộ của 98,6% trong số 2.000 thành viên của Wrexham Supporters Trust đã bỏ phiếu  và hoàn tất vào tháng 2 năm 2021. Đội được đưa vào FIFA 22 trong mục "Rest of World", trở thành đội bóng non-league đầu tiên xuất hiện trong game. Vào 2021–22, Wrexham đứng thứ 2 trước khi thua trận bán kết play-off với tỷ số 5–4 trước Grimsby Town sau hiệp phụ. Wrexham cũng vào chung kết FA Trophy 2022 và thất bại 1–0 trước Bromley.
Sau khi tiếp quản, một loạt phim tài liệu có tên Welcome to Wrexham đã được công bố là đang được sản xuất cho FX với Boardwalk Pictures. Loạt phim ra mắt vào ngày 24 tháng 8 năm 2022 trên FX và Hulu tại Hoa Kỳ, sau đó là bản phát hành trên Disney+ tại Vương quốc Anh và Ireland vào ngày hôm sau. Việc Reynolds và McElhenney mua lại cùng với sự quảng cáo đi kèm từ Welcome to Wrexham đã có tác động đáng kể đến khả năng hiển thị của câu lạc bộ, dẫn đến việc câu lạc bộ có được lượng người hâm mộ toàn cầu mới chưa từng có đối với một đội bóng ở hạng năm. Vận may của câu lạc bộ bắt đầu thu hút sự đưa tin chuyên sâu từ các phương tiện truyền thông thể thao toàn cầu mà thông thường các đội bóng bên ngoài Premier League sẽ không được hưởng. Điều này đã tạo nên một cuộc tranh luận về khả năng sao chép tiềm tàng của chiến lược này đối với các câu lạc bộ và giải đấu ít được biết đến khác, với The Guardian nhận xét rằng "mọi người đều muốn 'làm một Wrexham', nhưng không phải ai cũng có thể."
Trong mùa giải 2022–23, đội đã tiến vào vòng 4 của Cúp FA 2022–23, là đội duy nhất của National League làm được điều này, đánh bại Coventry City ở vòng Ba, và sau đó bị Sheffield United trong trận đá lại. Trận đấu đầu tiên với Sheffield United, kết thúc với tỷ số hòa 3–3, là trận bóng đá được theo dõi nhiều nhất trên các nền tảng kỹ thuật số của ESPN. Wrexham đã cạnh tranh với Notts County trong suốt mùa giải để dẫn đầu giải đấu, cạnh tranh vị trí số một, và cả hai đều lập kỷ lục mới của National League về số trận thắng, số bàn thắng và hiệu số bàn thắng bại, trong khi hơn đội đứng thứ ba hơn 20 điểm vào cuối mùa giải. Vào ngày 22 tháng 4 năm 2023, Wrexham đã giành được chức vô địch giải đấu đầu tiên sau 45 năm và được thăng hạng lên EFL League Two sau 15 năm vắng bóng, sau chiến thắng 3–1 trước Boreham Wood. Câu lạc bộ đã tích lũy được 111 điểm trong mùa giải đó, một kỷ lục đối với năm hạng đấu hàng đầu của giải bóng đá Anh, đánh bại Notts County để giành chức vô địch và một suất thăng hạng tự động duy nhất. Đội đã tham gia The Soccer Tournament đầu tiên vào tháng 6 năm 2023, và bị Conrad và Beasley United loại ở vòng 16 đội. Vào ngày 5 tháng 8 năm 2023, Wrexham đã chơi trận đấu đầu tiên tại Football League sau 15 năm, để thua trên sân nhà trước MK Dons.
Thu nhập của Wrexham AFC tăng lên hơn 10 triệu bảng Anh trong năm tính đến tháng 6 năm 2023.
Trong mùa giải 2023-24, Wrexham đã giành được lần thăng hạng thứ hai liên tiếp, đưa câu lạc bộ lên EFL League One, giải hạng ba của hệ thống bóng đá Anh  và cán đích ở vị trí thứ hai sau Stockport County F.C.. Wrexham đã được trao tặng danh hiệu Category Four Bốn với tư cách là học viện EFL từ mùa giải 2023/24 với mục tiêu ngắn hạn là đạt được danh hiệu Category Three  và điều hành một đội U-18. Cổ động viên Club Necaxa đã mua 5% Wrexham AFC vào tháng 4 năm 2024 và cả hai chủ sở hữu, lần lượt mua một phần nhỏ cổ phần của Necaxa. Học viện được trao tặng danh hiệu Category Three với tư cách là học viện EFL từ mùa giải 2024/25. Câu lạc bộ bóng đá đã gia nhập Hiệp hội câu lạc bộ châu Âu vào tháng 8 năm 2024.
Mùa giải 2024–25 khởi tranh với trận đấu tại League One đầu tiên sau 19 năm và với trận đấu giải đấu thứ 5000 được ghi nhận cho câu lạc bộ, với chiến thắng 3–2 trên sân nhà trước Wycombe Wanderers. Gia đình Allyn của Skaneateles, New York đã được công bố là nhà đầu tư thiểu số mới của câu lạc bộ vào tháng 10 năm 2024.

## Tài trợ
Trang phục sân nhà của Wrexham là áo đỏ, quần trắng và tất trắng. Câu lạc bộ đã chơi trong trang phục chủ yếu là màu đỏ với các chi tiết màu trắng kể từ cuối những năm 1930. Trang phục sân khách là áo trắng, quần đỏ và tất đỏ. Vào năm 2014–15, để kỷ niệm 150 năm thành lập câu lạc bộ, Wrexham đã mặc một chiếc áo sân nhà có viền đỏ và đen của Nike vì đây là chiếc áo sân nhà đầu tiên được ghi nhận của câu lạc bộ. Macron là nhà cung cấp trang phục cho Wrexham AFC từ năm 2016 và đã giúp sắp xếp trại huấn luyện trước mùa giải cho đội một vào trước mùa giải 2017 tại Bồ Đào Nha, nơi có hơn 600 người ủng hộ đã đến để ủng hộ đội trong chiến thắng 2–1 trước Louletano.
Vào tháng 4 năm 2011, Wrexham đã ký một thỏa thuận tài trợ hai năm với nhà máy bia Greene King. Thỏa thuận này đã bị hủy vào tháng 9 sau khi Đại học Wrexham (khi đó được gọi là Đại học Glyndŵr) mua lại Racecourse, vì trường đại học này đã có một thỏa thuận độc quyền với một nhà máy bia khác. Bắt đầu với trang phục mùa giải 2021–22, cổ sau của áo đấu có thêu số "1934", để tưởng nhớ đến Thảm họa Gresford. Vào tháng 5 năm 2023, trang phục thi đấu của đội được công bố được tài trợ bởi Betty Buzz, một công ty đồ uống thuộc sở hữu của Blake Lively, cho mùa giải 2023–24.

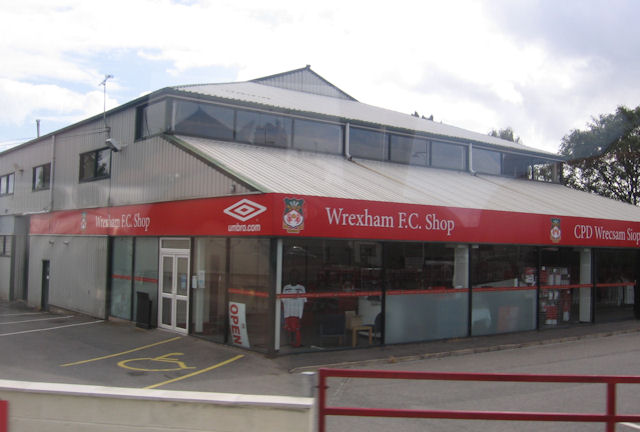
Cửa hàng câu lạc bộ Wrexham cũ

### Nhà sản xuất trang phục và nhà tài trợ
Nguồn:
| Giai đoạn | Thương hiệu        | Nhà tài trợ áo đấu (ngực) | Nhà tài trợ áo đấu (lưng) | Nhà tài trợ áo đấu (tay áo) |
| --------- | ------------------ | ------------------------- | ------------------------- | --------------------------- |
| 1984–85   | Patrick            | Crosville Buses           | Không                     | Không                       |
| 1985–87   | Winning Ways       | Marston's                 | Không                     | Không                       |
| 1987–88   | Hi-Tec Sports      | Marston's                 | Không                     | Không                       |
| 1988–89   | Admiral Sportswear | Marston's                 | Không                     | Không                       |
| 1989–91   | Spall              | Marston's                 | Không                     | Không                       |
| 1991–92   | EN-S               | Marston's                 | Không                     | Không                       |
| 1992–98   | EN-S               | Wrexham Lager             | Không                     | Không                       |
| 1998–2002 | Super League       | Wrexham Lager             | Không                     | Không                       |
| 2002–04   | Vandanel           | Gap Personnel             | Không                     | Không                       |
| 2004–06   | Vandanel           | Just Go                   | Không                     | Không                       |
| 2006–08   | Vandanel           | Lease Direct              | Không                     | Không                       |
| 2008–11   | Umbro              | Lease Direct              | Không                     | Không                       |
| 2011–12   | Puma               | Glyndŵr University        | Không                     | Không                       |
| 2012–14   | Adidas             | Glyndŵr University        | Không                     | Không                       |
| 2014–15   | Nike               | Glyndŵr University        | Không                     | Không                       |
| 2015–16   | Adidas             | Glyndŵr University        | Không                     | Không                       |
| 2016–21   | Macron             | Ifor Williams Trailers    | Không                     | Không                       |
| 2021–22   | Macron             | TikTok                    | Expedia                   | Aviation American Gin       |
| 2022–23   | Macron             | TikTok                    | Expedia                   | Vistaprint                  |
| 2023–2024 | Macron             | United Airlines           | Vistaprint                | HP Inc.                     |
| 2024–nay  | Macron             | United Airlines           | Meta Quest                | HP Inc.                     |

## Sân vận động

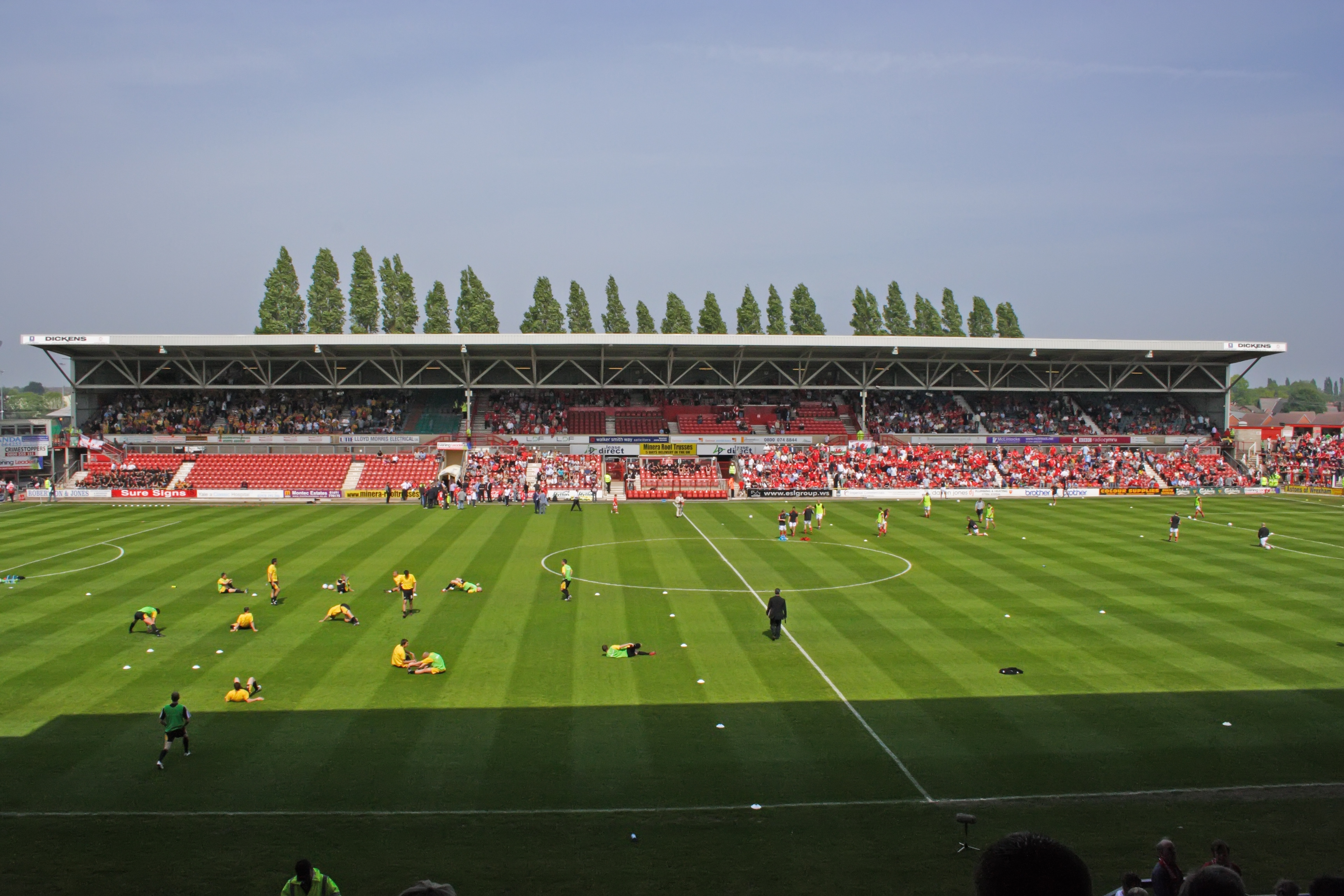
Racecourse Ground

Kể từ năm 1864, Wrexham đã chơi các trận đấu trên sân nhà tại Sân vận động Racecourse, nằm trên Mold Road, đây là con đường chính đi vào Wrexham; nó nằm đối diện với khu dân cư Maesgwyn, nằm giữa Đại học Wrexham và Ga đường sắt Wrexham General. Vào tháng 8 năm 2011, Đại học Wrexham đã mua sân vận động và cơ sở đào tạo câu lạc bộ tại Gresford, thêm tên vào sân vận động để trở thành Sân vận động Glyndŵr University Racecourse (Đại học Glyndŵr là tên của Đại học Wrexham vào thời điểm đó). Sau đó, vào năm 2016, Wrexham Supporters Trust đã ký hợp đồng thuê 99 năm trên mặt đất và tên được đổi lại thành Racecourse Ground. Với sức chứa là 10.500 người, đây là một trong những sân vận động lớn nhất tại National League. Vào tháng 6 năm 2022, Wrexham AFC đã mua lại quyền sở hữu vĩnh viễn Sân vận động Racecourse Ground từ trường đại học và đang có kế hoạch cải tạo sân vận động. Sức chứa tối đa tính đến mùa giải 2024-25 là 13.341 người do Khán đài Kop tạm thời được mở rộng.

## Cổ động viên

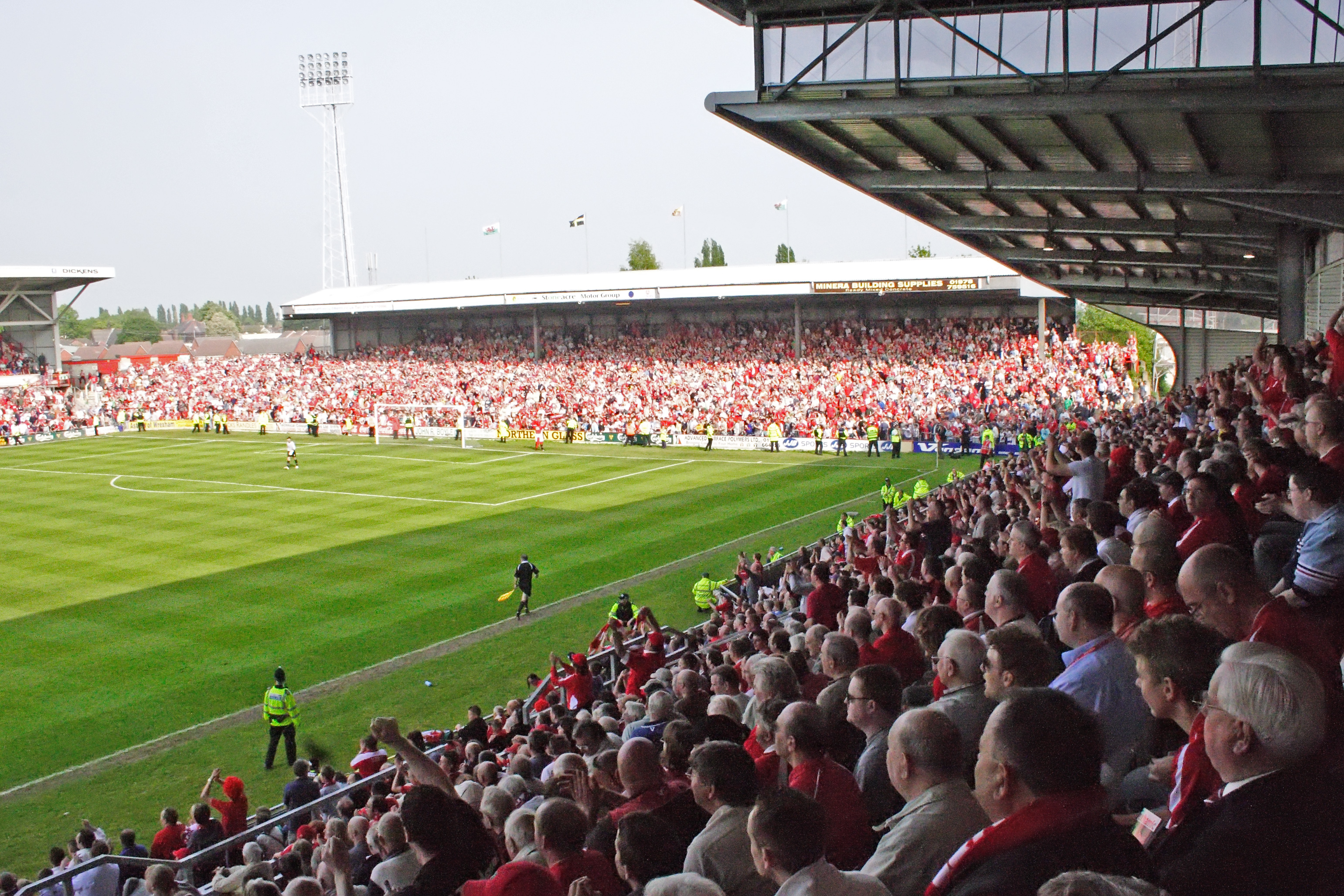
Khán đài Kop End và Mold Road đã bán hết vé

Vào tháng 8 năm 2011, Wrexham phải đối mặt với nguy cơ bị trục xuất khỏi Football Conference, người hâm mộ đã tập hợp và quyên góp được 127.000 bảng Anh trong một ngày  để giúp trả tiền bảo lãnh, để đội bóng có thể đảm bảo thi đấu cho mùa giải sau. Một tháng sau, Wrexham Supporters' Trust (WST) đã tiếp quản việc điều hành hàng ngày của câu lạc bộ. Quyền sở hữu của người hâm mộ đối với Wrexham cuối cùng đã được phê chuẩn vào ngày 12 tháng 12 năm 2011. Tính đến tháng 5 năm 2015, WST có 4.129 thành viên và đồng sở hữu câu lạc bộ. Cũng như thành phố Wrexham, các thị trấn và làng mạc xung quanh quận cũng tham gia hỗ trợ, như Gwersyllt và Rhos, và thị trấn Mold ở Flintshire, Buckley, Holywell và Deeside. Đối với trận Chung kết FA Trophy 2013 các huấn luyện viên của cổ động viên Wrexham đến từ nhiều thị trấn Bắc Wales bao gồm; Bala, Bangor, Caernarfon, Colwyn Bay, Denbigh, Flint, Llandudno, Prestatyn, Rhyl và Ruthin. Additionally, many Wrexham fans reside in Shropshire.
Exiled supporters clubs can be found in South Wales, Manchester và London. Over the past 15 years, even as a lower-league side, Wrexham have been able to attract gates of 11,000+ for big games at the Racecourse. Famous Wrexham fans include Canadian astronaut Chris Hadfield, former Royal butler Paul Burrell, actor and television presenter Tim Vincent, actor Llŷr Ifans, actor and comedian Ted Robbins, Sweet guitarist Andy Scott, Lloyd Roberts of rock band Neck Deep, 2012 Olympian weightlifter Gareth Evans, Sky Sports reporter Bryn Law, Rugby World Cup referee Nigel Owens and former footballers Neil Roberts, Robbie Savage and Mark Hughes. The club also has a namesake club in Uganda, Wrexham F.C. Uganda, established in 2009, created by Welsh charity Teams4U.

### Kình địch
Wrexham có sự kình địch khốc liệt với Chester; hai đội trong derby xuyên biên giới. Các câu lạc bộ chỉ cách nhau 10 dặm, nhưng lại nằm ở Wales và Anh. Trận đấu đầu tiên được tổ chức vào năm 1888 với Wrexham giành chiến thắng 3–2 tại Faulkner Street, sân nhà cũ của Chester City; trận đấu gần đây nhất được tổ chức vào tháng 3 năm 2018 với Wrexham giành chiến thắng 2–0 tại Racecourse Ground. Wrexham dẫn đầu cuộc cạnh tranh trực tiếp với 67 chiến thắng so với 50 của Chester. Các trận đấu giữa hai đội được xếp vào loại "có nguy cơ cao"  về khả năng gây mất trật tự và thường được chuyển sang giờ thi đấu sớm hơn với sự hiện diện của đông đảo cảnh sát để ngăn chặn tình trạng này, mặc dù vẫn có những vụ bắt giữ vì nhiều hành vi phạm tội khác nhau liên quan đến cổ động viên của cả hai câu lạc bộ.

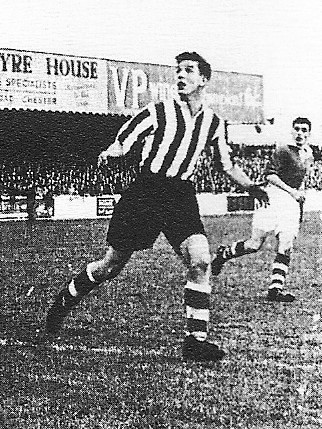
Chester đối đầu với Wrexham năm 1954

Cựu cầu thủ Chester City Lee Dixon đã nói về trận derby "Tôi nói cho bạn biết, Chester đấu với Wrexham là một trận derby thực sự! Thật khó để so sánh nếu bạn chưa từng chơi ở mỗi trận nhưng có điều gì đó đặc biệt về bất kỳ trận derby nào ở bất kỳ cấp độ nào. Tôi đã chơi cho Chester đấu với Wrexham và trận đấu đó có thể trở nên dữ dội, nhưng nó không hề kém phần dữ dội so với Arsenal v Spurs". Cựu tiền đạo của Wales và Liverpool Ian Rush, người từng chơi cho cả hai câu lạc bộ, đã nói vào năm 2013 rằng trận derby xuyên biên giới giữa hai câu lạc bộ "căng thẳng nhất có thể" và "nó thực sự giống như trận đấu giữa xứ Wales và Anh, thật không thể tin được".
Wrexham cũng có mối kình địch căng thẳng với Shrewsbury Town và Tranmere Rovers do vị trí địa lý gần nhau. Các trận đấu thường được chuyển sang giờ đá bóng sớm hơn, theo mong muốn của cảnh sát, để giảm thiểu khả năng xảy ra rắc rối như đã từng xảy ra giữa các câu lạc bộ trước đây. Năm 2003, 32 kẻ côn đồ đã bị bỏ tù sau trận đấu Tranmere v Wrexham tại Prenton Park và rắc rối lại xuất hiện khi hai câu lạc bộ gặp nhau trong trận giao hữu năm 2013 tại Racecourse Ground. Mặc dù không còn dữ dội như trước với sự khác biệt về hạng đấu, Crewe Alexandra và Port Vale, cũng như các câu lạc bộ xứ Wales khác Cardiff City, Newport County, và Swansea City cũng được xem là các kình địch. Wrexham được đại diện bởi một công ty hooligan được gọi là 'Front Line' đã tham gia vào tình trạng hỗn loạn lớn trên khắp nước Anh kể từ đầu những năm 1980.
Những mùa giải gần đây cũng chứng kiến sự cạnh tranh nảy nở giữa cả Stockport County và Notts County sau khi Wrexham cạnh tranh với Stockport để giành chức vô địch National League 2021-22, suýt chút nữa đã bỏ lỡ mặc dù có bước tiến vào cuối mùa giải khi Wrexham đánh bại Stockport trên sân nhà hai lần trong FA Trophy  and League, trước khi cạnh tranh với Notts County cho chức vô địch mùa giải 2022-23 trong một mùa giải chứng kiến cả hai đội đều vượt qua mốc thế kỷ về cả số bàn thắng và số điểm với chiến thắng 3–2 vào Thứ Hai Phục Sinh năm 2023 cho Wrexham, nhờ pha cản phá trên chấm phạt đền của Ben Foster ở phút cuối cùng, rất quan trọng khi Wrexham kết thúc với 4 điểm hơn Notts để giành chức vô địch và thăng hạng trở lại EFL. Mùa giải 2023-24 chứng kiến Wrexham giành thêm một lần thăng hạng nữa khi cán đích ở vị trí thứ 2, chỉ sau đội vô địch Stockport, (mặc dù Wrexham giành chiến thắng với tỷ số 2–1 trên sân nhà vào ngày cuối cùng của mùa giải ) để đảm bảo suất thăng hạng ở League One mùa giải 2024-25.

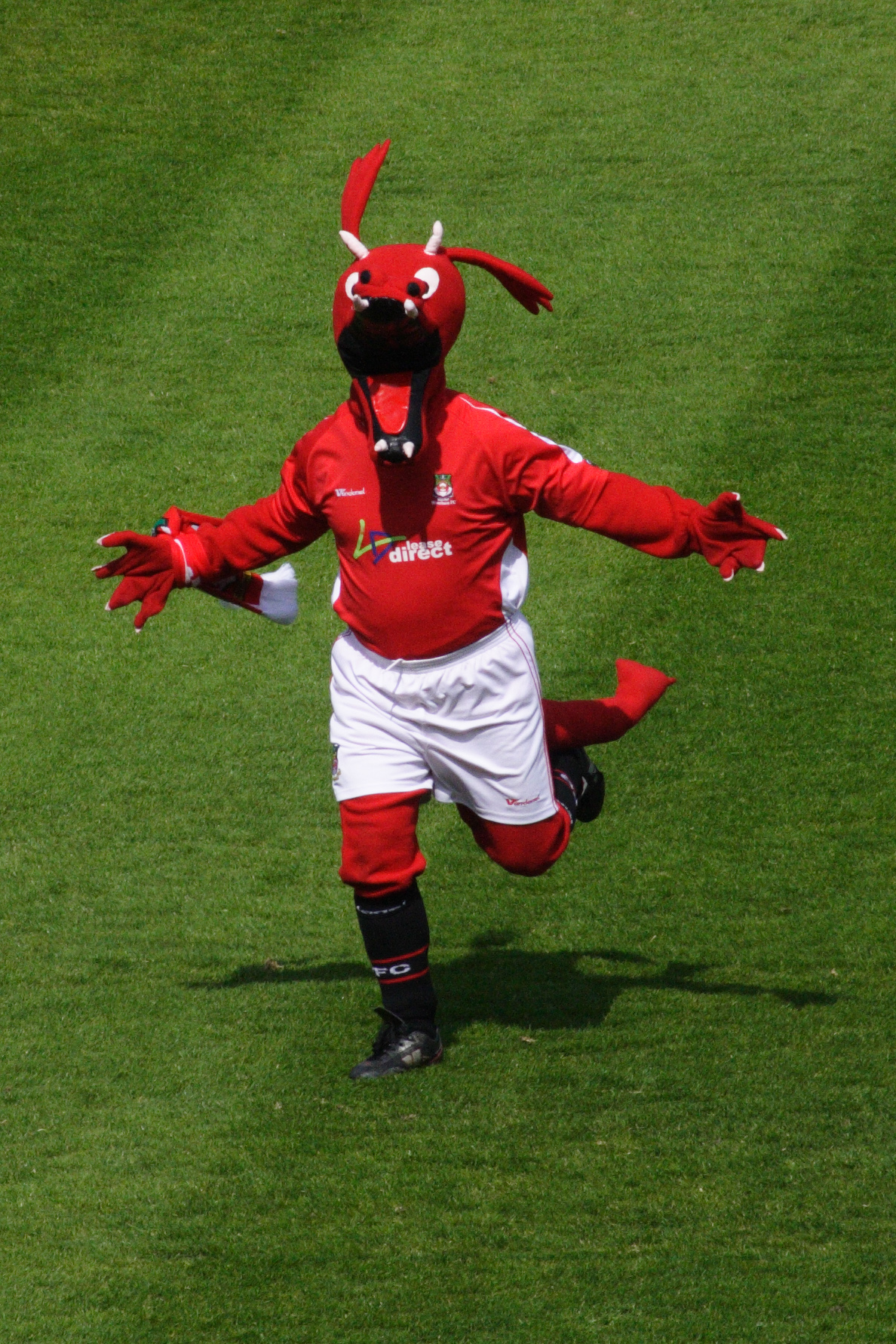
Wrex the Dragon

### Linh vật
Wrex the Dragon là linh vật chính thức của đội Wrexham. Linh vật này cùng với biệt danh của đội là "The Dragons", được giới thiệu vào năm 2001–02 sau cuộc bỏ phiếu của người hâm mộ để giúp tăng tài trợ và quảng bá hình ảnh xứ Wales của câu lạc bộ đồng thời cung cấp một biệt danh độc đáo hơn. Bristol City, Swindon Town và Cheltenham Town cũng sử dụng biệt danh 'The Robins'. Wrex đôi khi được chủ sở hữu Rob McElhenney đóng vai.

## Sân tập
Sân tập của Wrexham là Colliers Park được xây dựng có mục đích, ở lân cận Gresford. Công trình hoàn thành được chính thức khánh thành vào tháng 6 năm 1997, với chi phí xây dựng là 750.000 bảng Anh.. Nơi đây được coi rộng rãi trong bóng đá Anh là một trong những sân tập tốt nhất bên ngoài giải đấu hàng đầu và là một trong những sân tập tốt nhất chưa từng được một đội bóng hàng đầu nào sử dụng. Đội tuyển quốc gia Anh, Barcelona, Rangers và đội tuyển quốc gia Wales đều đã sử dụng sân cho mục đích tập luyện. Colliers Park tiếp tục được cải thiện; một đường chạy, cũng như các sân tập bốn mùa và một khán đài nhỏ đã được xây dựng kể từ khi cơ sở này mở cửa vào năm 1997. Colliers Park đã được Đại học Glyndwr mua lại như một phần trong giao dịch mua tài sản Racecourse Ground vào năm 2011. Sân tập cũ của Wrexham đã có mục đích sử dụng mới sau khi Hiệp hội bóng đá xứ Wales đầu tư khoảng 4 triệu bảng Anh để biến nơi này thành Trung tâm phát triển quốc gia vào tháng 2 năm 2018.
For the beginning of the 2016–17 season, Wrexham moved back to their former training ground at Stansty Park, the home of Welsh National League side Lex Glyndwr, due to the use of Colliers Park becoming financially unsustainable for the club. Wrexham did however retain the use of Colliers Park for Youth and Reserve fixtures. After one season of training at Stansty Park, Wrexham announced their move to a new training ground at 9 Acre field for the beginning of the 2017–18 season based near the city center but also used Stansty Park in 2021. Wrexham still occasionally train at Colliers Park since the takeover and use multiple venues.

## Cầu thủ

### Đội hình
Tính đến 16 tháng 1 năm 2025
Ghi chú: Quốc kỳ chỉ đội tuyển quốc gia được xác định rõ trong điều lệ tư cách FIFA. Các cầu thủ có thể giữ hơn một quốc tịch ngoài FIFA.
| Số | VT | Quốc gia         | Cầu thủ                    |
| -- | -- | ---------------- | -------------------------- |
| 1  | TM | Anh              | Arthur Okonkwo             |
| 3  | HV | Anh              | Lewis Brunt                |
| 4  | HV | Anh              | Max Cleworth               |
| 5  | HV | Cộng hòa Ireland | Eoghan O'Connell           |
| 6  | HV | Cộng hòa Ireland | Tom O'Connor               |
| 7  | TV | Cộng hòa Ireland | James McClean (đội trưởng) |
| 8  | TV | Anh              | Andy Cannon                |
| 9  | TĐ | Anh              | Ollie Palmer               |
| 10 | TĐ | Wales            | Paul Mullin                |
| 11 | TĐ | Anh              | Jack Marriott              |
| 12 | TV | Anh              | George Evans               |
| 13 | TM | Anh              | Callum Burton              |
| 14 | TV | Cộng hòa Ireland | Anthony Forde              |
| 15 | TV | Anh              | George Dobson              |
| 17 | HV | Anh              | Luke Bolton                |
| 19 | HV | Gambia           | Jacob Mendy                |
| 20 | TV | Anh              | Oliver Rathbone            |
| 21 | TM | Anh              | Mark Howard                |

| Số | VT | Quốc gia | Cầu thủ         |
| -- | -- | -------- | --------------- |
| 22 | TĐ | Gambia   | Modou Faal      |
| 23 | HV | Anh      | Sebastian Revan |
| 24 | HV | Anh      | Dan Scarr       |
| 25 | HV | Anh      | Will Boyle      |
| 26 | TĐ | Scotland | Steven Fletcher |
| 29 | HV | Anh      | Ryan Barnett    |
| 30 | TV | Scotland | James Jones     |
| 32 | TM | Anh      | Brad Foster     |
| 33 | TV | Scotland | Josh Adam       |
| 34 | HV | Anh      | Aaron James     |
| 37 | TV | Anh      | Matty James     |
| 38 | TV | Anh      | Elliot Lee      |
| 41 | TM | Anh      | Liam Hall       |
| 42 | TĐ | Anh      | Callum Edwards  |
| 43 | TĐ | Anh      | James Rainbird  |
| 44 | HV | Wales    | Harry Dean      |
| 45 | TV | Wales    | Harry Ashfield  |

#### Cho mượn
Ghi chú: Quốc kỳ chỉ đội tuyển quốc gia được xác định rõ trong điều lệ tư cách FIFA. Các cầu thủ có thể giữ hơn một quốc tịch ngoài FIFA.
| Số | VT | Quốc gia | Cầu thủ                                                 |
| -- | -- | -------- | ------------------------------------------------------- |
| 18 | TĐ | Anh      | Sam Dalby (cho Dundee United mượn đến hết mùa giải)     |
| 27 | TĐ | Anh      | Jake Bickerstaff (cho Altrincham mượn đến hết mùa giải) |

| Số | VT | Quốc gia         | Cầu thủ                                                |
| -- | -- | ---------------- | ------------------------------------------------------ |
| 31 | TM | Cộng hòa Ireland | Luke McNicholas (cho Rochdale mượn đến hết mùa giải)   |
| —  | TV | Wales            | Jordan Davies (cho Grimsby Town mượn đến hết mùa giải) |

### Cựu cầu thủ nổi bật
Đối với tất cả cầu thủ có bài viết trên Wikipedia, xem Cầu thủ Wrexham A.F.C..
 Đối với danh sách đầy đủ các cầu thủ, xem Danh sách các cầu thủ Wrexham A.F.C. với 100+ trận, 25–99 trận và 1–24 trận.

#### Đại sảnh Danh vọng
Sau đây là các thành viên của Đại sảnh Danh vọng Wrexham A.F.C.. Entry is not restricted to players; anyone who has made a great contribution to the club in any capacity can be considered.
| Tên             |
| --------------- |
| Billy Ashcroft  |
| Tommy Bamford   |
| Tommy Bannan    |
| Ken Barnes      |
| Gary Bennett    |
| Horace Blew     |
| Brian Carey     |
| Mark Carrington |
| Ron Chaloner    |
| Carroll Clark   |
| Karl Connolly   |
| Dai Davies      |
| Gareth Davies   |
| Carlos Edwards  |
| Johnny Edwards  |
| Mickey Evans    |
| Brian Flynn     |

| Tên             |
| --------------- |
| Alan Fox        |
| Bert Goode      |
| Arfon Griffiths |
| Pryce Griffiths |
| Phil Hardy      |
| Ron Hewitt      |
| Alf Jones       |
| Joey Jones      |
| Albert Kinsey   |
| Dennis Lawrence |
| Brian Lloyd     |
| Cliff Lloyd     |
| Andy Marriott   |
| Tommy Matthias  |
| Eddie May       |
| Ally McGowan    |
| Sammy McMillan  |

| Tên                      |
| ------------------------ |
| Dixie McNeil             |
| Andy Morrell             |
| John Neal                |
| Gareth Owen              |
| Ted Robinson             |
| Kevin Russell            |
| Bobby Shinton            |
| George Showell           |
| Denis Smith              |
| Ray Smith                |
| Mel Sutton               |
| Mickey Thomas            |
| Billy Tunnicliffe        |
| Graham Whittle           |
| Mike Williams            |
| Quỹ Cổ động viên Wrexham |

#### Kỉ lục của cầu thủ
- Số bàn thắng nhiều nhất trong một mùa giải ở mọi đấu trường: Tommy Bamford – 51 (1933–34)[170]
- Số bàn thắng nhiều nhất ở trong một mùa giải vô địch: Tommy Bamford – 44 (1933–34, Division Three North)[170]
- Số bàn thắng nhiều nhất ở giải vô địch: Tommy Bamford – 175[170]
- Nhiều hat trick nhất: Tommy Bamford – 16[171]
- Số bàn thắng nhiều nhất được ghi bởi một cầu thủ trong một trận đấu: Andy Morrell – 7 (đấu với Merthyr Tydfil, 16 tháng 2 năm 2000)[172]
- Số lần ra sân nhiều nhất ở giải vô địch: 592 – Arfon Griffiths (1959–61, 1962–79)[173]
- Số lần ra sân nhiều nhất: 713 - Arfon Griffiths (1959–61, 1962–79)
- Số trận thi đấu cho đội tuyển quốc gia nhiều nhất: 146 - Daniel Bennett, Singapore
- Số trận thi đấu cho đội tuyển quốc gia nhiều nhất khi còn thi đấu ở Wrexham: 49 – Dennis Lawrence, Trinidad & Tobago
- Cầu thủ lớn tuổi nhất: Bobby Roberts – 43 tuổi, 88 ngày (đấu với Worcester City, 29 tháng 10 năm 1983)[174]
- Cầu thủ trẻ nhất: Ken Roberts – 15 tuổi, 158 ngày (đấu với Bradford PA, 1 tháng 9 năm 1951)[175]

### Đội dự bị
Từ năm 1988 đến năm 1995, đội dự bị của Wrexham đã chơi ở các giải bóng đá ở xứ Wales.
Vào ngày 2 tháng 8 năm 2022, Wrexham đã thông báo về sự tham gia  Central League 2022–23.

## Kỉ lục câu lạc bộ
- Số khán giả đông nhất – 34.445 v Manchester United, Vòng Bốn Cúp FA, 26 tháng 1 năm 1957[178]
- Số khán giả ở giải vô địch – 29.261 v Chester City, Division Three, 26 tháng 12 năm 1936[179]
- Số khán giả trung bình – 11.651, 1977–78[180]
- Trận thắng đậm nhất ở giải vô địch  – 10–1 v Hartlepools United, 3 tháng 3 năm 1962[181][a]
- Trận thua đậm nhất ở giải vô địch – 9–0 v Brentford, Division Three, 15 tháng 10 năm 1963[cần dẫn nguồn]
- Thứ hạng thấp nhất ở giải vô địch  – thứ 15, Second Division, 1978-79
- Thứ hạng thấp nhất ở giải vô địch – thứ 17, Conference National, 2013-14
- Chiến thắng đậm nhất ở giải đấu cúp – 6–0 v Charlton Athletic, FA Cup Vòng Ba, 5 tháng 1 năm 1980[cần dẫn nguồn]
- Số trận thắng liên tiếp dài nhất – 10,  5 tháng 4 năm 2003 – 8 tháng 5 năm 2003, 2002–03[182]
- Số trận thắng trong giải vô địch nhiều nhất trong một mùa giải – 34, 2022–23
- Số bàn thắng nhiều nhất trong một mùa giải – 115, 2022–23
- Chuỗi bất bại dài nhất – 28,  tháng 10 năm 2022 – 7 tháng 4 năm 2023, 2022–23[183][184]
- Nhiều trận giữ sạch lưới trong giải vô địch nhất – 7, 9 tháng 10 – 26 tháng 11, 2011–12[185]
- Nhiều trận giữ sạch lưới nhất trong một mùa giải – 26, 1973–74 và 2018–19[186]
- Phí chuyển nhượng cao nhất nhận được – £800,000 cho Bryan Hughes, Birmingham City, 1997[187]
- Phí chuyển nhượng cao nhất đã trả  – £590,000 cho Modou Faal, West Bromwich Albion, 2024[188]

### Thành tích cấp độ châu Âu
European Cup Winners' Cup:
| Mùa giải | Giải đấu         | Vòng đấu | Đối thủ           | Sân nhà | Sân khách | Tổng tỉ số | Tham khảo       |
| -------- | ---------------- | -------- | ----------------- | ------- | --------- | ---------- | --------------- |
| 1972–73  | Cup Winners' Cup | Vòng Một | FC Zürich         | 2–1     | 1–1       | 3–2        | [ 189 ] [ 190 ] |
| 1972–73  | Cup Winners' Cup | Vòng Hai | Hajduk Split      | 3–1     | 0–2       | 3–3        | [ 191 ] [ 192 ] |
| 1975–76  | Cup Winners' Cup | Vòng Một | Djurgården        | 2–1     | 1–1       | 3–2        | [ 193 ] [ 194 ] |
| 1975–76  | Cup Winners' Cup | Vòng Hai | Stal Rzeszów      | 2–0     | 1–1       | 3–1        | [ 195 ] [ 196 ] |
| 1975–76  | Cup Winners' Cup | Tứ kết   | Anderlecht        | 1–1     | 0–1       | 1–2        | [ 197 ] [ 198 ] |
| 1978–79  | Cup Winners' Cup | Vòng Một | Rijeka            | 2–0     | 0–3       | 2–3        | [ 199 ] [ 200 ] |
| 1979–80  | Cup Winners' Cup | Vòng Một | FC Magdeburg      | 3–2     | 2–5       | 5–7        | [ 201 ] [ 202 ] |
| 1984–85  | Cup Winners' Cup | Vòng Một | FC Porto          | 1–0     | 3–4       | 4–4        | [ 203 ]         |
| 1984–85  | Cup Winners' Cup | Vòng Hai | Roma              | 0–1     | 0–2       | 0–3        | [ 204 ] [ 205 ] |
| 1986–87  | Cup Winners' Cup | Vòng Một | Żurrieq           | 4–0     | 3–0       | 7–0        | [ 206 ] [ 207 ] |
| 1986–87  | Cup Winners' Cup | Vòng Hai | Real Zaragoza     | 2–2     | 0–0       | 2–2        | [ 208 ] [ 209 ] |
| 1990–91  | Cup Winners' Cup | Vòng Một | Lyngby            | 0–0     | 1–0       | 1–0        | [ 210 ] [ 211 ] |
| 1990–91  | Cup Winners' Cup | Vòng Hai | Manchester United | 0–2     | 0–3       | 0–5        | [ 212 ] [ 213 ] |
| 1995–96  | Cup Winners' Cup | Vòng Một | Petrolul Ploiești | 0–0     | 0–1       | 0–1        | [ 214 ] [ 215 ] |

## Nhân viên câu lạc bộ
Tính đến 19 tháng 5 năm 2023

### Ban huấn luyện

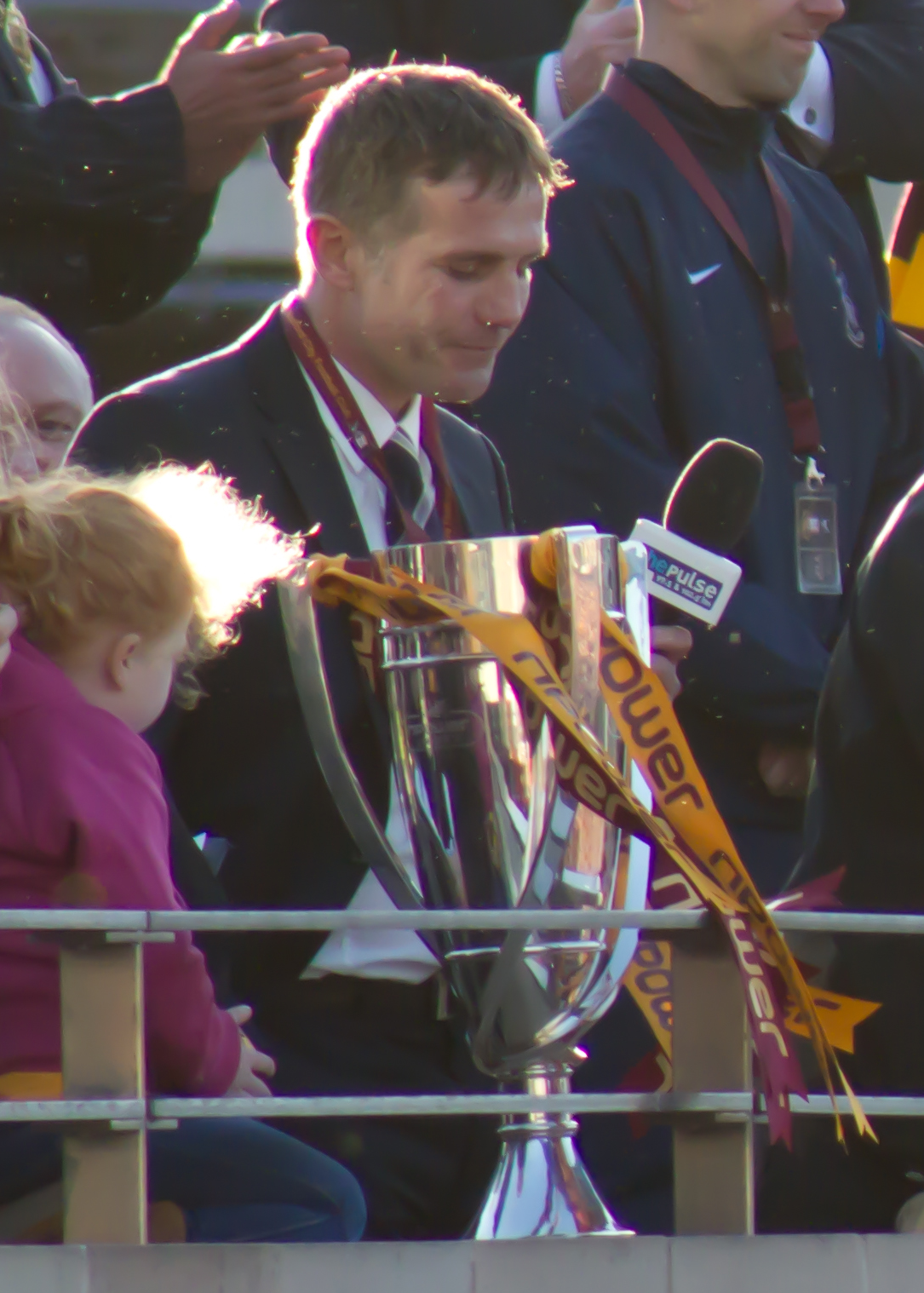
Huấn luyện viên hiện tại của Wrexham Phil Parkinson gia nhập câu lạc bộ vào năm 2021.

| Vai trò                                            | Tên              |
| -------------------------------------------------- | ---------------- |
| Quản lý                                            | Phil Parkinson   |
| Trợ lý huấn luyện viên                             | Steve Parkin     |
| Huấn luyện viên đội một                            | David Jones      |
| Huấn luyện viên thủ môn                            | Aidan Davison    |
| Trưởng phòng khoa học thể thao, y học và hiệu suất | Kevin Mulholland |
| Nhà khoa học thể thao đội đầu tiên                 | Owen Jackson     |
| Huấn luyện viên sức mạnh và thể lực của đội một    | Richard Hill     |
| Chuyên gia vật lý trị liệu đội một                 | Jonny Griffiths  |
| Chuyên gia vật lý trị liệu thể thao đội một        | Gemma Bamford    |
| Chuyên gia vật lý trị liệu thể thao đội một        | Ryan Murray      |
| Chuyên gia vật lý trị liệu thể thao đội một        | Ashley Painter   |
| Nhà phân tích hiệu suất                            | Kyle Crutchley   |
| Trưởng trinh sát                                   | Andy Kidby       |
| Huấn luyện viên học viện                           | Andy Lowe        |
| Trang phục viên                                    | Iwan Pugh-Jones  |
| Quản lý trung tâm tài năng                         | Dan Nolan        |
| Huấn luyện viên đội trẻ                            | Cledwyn Ashford  |
| Chuyên gia phân tích đội trẻ                       | Aaron Bennett    |

### Ban Giám đốc
Tính đến 19 tháng 5 năm 2023
| Vai trò                             | Tên                |
| ----------------------------------- | ------------------ |
| Đồng chủ tịch                       | Rob McElhenney     |
| Đồng chủ tịch                       | Ryan Reynolds      |
| Giám đốc điều hành                  | Humphrey Ker       |
| Tổng giám đốc điều hành             | Michael Williamson |
| Giám đốc Kinh doanh và Truyền thông | Rob Faulkner       |
| Cố vấn cho Hội đồng quản trị        | Shaun Harvey       |
| Cố vấn cho Hội đồng quản trị        | Peter Moore        |
| Cố vấn cho Hội đồng quản trị        | Les Reed           |

### Danh dự
| Vai trò      | Tên            |
| ------------ | -------------- |
| Chủ tịch     | Dixie McNeil   |
| Phó chủ tịch | Dave Bennett   |
| Phó chủ tịch | Dave Griffiths |
| Phó chủ tịch | Spencer Harris |
| Phó chủ tịch | Gavin Jones    |
| Phó chủ tịch | Rob Parry      |
| Phó chủ tịch | Phil Salmon    |
| Phó chủ tịch | Mark Williams  |

### Lịch sử huấn luyện viên
Đây là danh sách huấn luyện viên của Wrexham AFC từ năm 1912 đến nay.
| Huấn luyện viên  | Năm       |
| ---------------- | --------- |
| Ted Robinson     | 1912–1924 |
| Charlie Hewitt   | 1924–1929 |
| Jack Baynes      | 1929–1931 |
| Ernest Blackburn | 1932–1937 |
| Jimmy Logan      | 1937–1938 |
| Tom Morgan       | 1938–1940 |
| Tom Williams     | 1940–1949 |
| Les McDowall     | 1949–1950 |
| Peter Jackson    | 1950–1954 |
| Cliff Lloyd      | 1954–1957 |
| John Love        | 1957–1959 |
| Cliff Lloyd      | 1959–1960 |
| Billy Morris     | 1960–1961 |
| Ken Barnes       | 1961–1965 |
| Billy Morris     | 1965      |
| Jack Rowley      | 1966–1967 |
| Alvan Williams   | 1967–1968 |
| John Neal        | 1968–1977 |
| Arfon Griffiths  | 1977–1981 |
| Mel Sutton       | 1981–1982 |
| Bobby Roberts    | 1982–1985 |

| Huấn luyện viên             | Năm       |
| --------------------------- | --------- |
| Dixie McNeil                | 1985–1989 |
| Brian Flynn                 | 1989–2001 |
| Joey Jones (tạm quyền)      | 2001      |
| Denis Smith                 | 2001–2007 |
| Brian Carey                 | 2007      |
| Brian Little                | 2007–2008 |
| Dean Saunders               | 2008–2011 |
| Andy Morrell                | 2011–2014 |
| Billy Barr (tạm quyền)      | 2014      |
| Kevin Wilkin                | 2014–2015 |
| Gary Mills                  | 2015      |
| Dean Keates                 | 2016–2018 |
| Carl Darlington (tạm quyền) | 2018      |
| Andrew Davies (tạm quyền)   | 2018      |
| Sam Ricketts                | 2018      |
| Graham Barrow               | 2018–2019 |
| Bryan Hughes                | 2019      |
| Brian Flynn (tạm quyền)     | 2019      |
| Dean Keates                 | 2019–2021 |
| Phil Parkinson              | 2021–nay  |

## Danh hiệu
Các danh hiệu của Wrexham AFC bao gồm:
Giải vô địch
- Third Division North / Third Division (cấp độ 3)
  - Vô địch: 1977–78
  - Á quân: 1932–33
- Fourth Division / Third Division / League Two (cấp độ 4)
  - Á quân: 1969–70, 1992–93, 2023–24
  - Thăng hạng: 1961–62, 2002–03
- National League (cấp độ 5)
  - Vô địch: 2022–23
  - Á quân: 2011–12, 2021–22
- The Combination
  - Vô địch: 1900–01, 1901–02, 1902–03, 1904–05
- Welsh Senior League
  - Vô địch: 1894–95, 1895–96

Cup
- Football League Trophy
  - Vô địch: 2004–05
- FA Trophy
  - Vô địch: 2012–13
  - Á quân: 2014–15, 2021–22
- Football League North Cup
  - Vô địch: 1943–44
- FAW Premier Cup
  - Vô địch: 1997–98, 1999–2000, 2000–01, 2002–03, 2003–04 (Kỉ lục)
- Welsh Cup
  - Vô địch (23): 1877–78, 1882–83, 1892–93, 1896–97, 1902–03, 1904–05, 1908–09, 1909–10, 1910–11, 1913–14, 1914–15, 1920–21, 1923–24, 1924–25, 1930–31, 1956–57, 1957–58, 1959–60, 1971–72, 1974–75, 1977–78, 1985–86, 1994–95 (Record)
- Supporters Direct Cup
  - Vô địch: 2015–16 (đồng vô địch)

## Văn học
- Champions 2022/23 – The Story Of A Record-Breaking Season, Wrexham A.F.C., 2023
- The Giant Killers; a Wrexham fan's view viết bởi Richard Partington, Bridge Books, 2001
- My Wrexham Story; The Inspirational Autobiography From The Beloved Football Hero viết bởi Paul Mullin, Cornerstone, 2023
- The Racecourse Robins from Adams to Youds: a Who's who of Wrexham Association Football Club, 1921 to 1999 viết bởi Peter Jones and Gareth Davies, 1999
- Tinseltown: Hollywood and the Beautiful Game - A Match Made In Wrexham viết bởi Ian Herbert, Headline, 2023
- Wrexham; A Complete Record 1872 – 1992 viết bởi Peter Jones, Breedon Books, 1992
- Wrexham AFC (Ultimate Football Heroes) viết bởi Paul Harrison, John Blake Publishing, 2024
- Wrexham FC 1872–1950 viết bởi Peter Jones và Gareth Davies, History Press Limited, 2000
- Wrexham FC 1950–2000 viết bởi Peter Jones và Gareth Davies, History Press Limited, 2001
- Wrexham FC, An A–Z history viết bởi Dean Hayes, Sigma, 1998
- Wrexham Football Club Pen-Portraits viết bởi Don Meredith, Don Meredith, 1997
- Wrexham; The European era viết bởi Peter Jones, Desert Island Books, 2002
- Wrexham; Through The Trap Door viết bởi Peter Jones, Desert Island Books, 2008

Đội bóng đóng vai trò quan trọng trong cuốn sách Twenty Two Foreigners in Funny Shorts năm 1994 của Peter Davies, được viết cho kỳ World Cup tại Hoa Kỳ. Cuốn sách này phác họa nỗ lực quảng bá đang diễn ra và cuối cùng là thành công.

## Notes
1. ↑   Đáng chú ý là lần đầu tiên có ba hat-trick trong một trận đấu của Football League.[cần dẫn nguồn]